# فهرست پاپ‌های کلیسای کاتولیک روم
فهرست پاپ‌های کلیسای کاتولیک روم، فهرستی است که تمامی پاپ‌هایی که نامشان در اسناد و کتاب‌های تاریخی این کلیسا آورده شده‌ است را در خود جای داده است. به جز آنهایی که به عنوان ضد پاپ شناخته شده‌اند. این فهرست هر ساله توسط کوریای رم منتشر می شود. پاپ،‌ بالاترین و مقدس‌ترین مقام مذهبی در کلیسای کاتولیک به‌شمار می‌آید. نخستین پاپ این کلیسا پَطرُس شمعون بود که به همراه برادرش اَندریاس یکی از حواریون عیسی و نخستین ایمان آورندگان به او بود. واژه پاپ در زبان لاتین به معنای «پدر» است.

## فهرست پاپ‌ها به ترتیب تاریخ

### سده‌های اول تا پنجم میلادی

#### سدهٔ اول میلادی
| به ترتیب | دوران تصدی                                   | تصویر | نام فارسی• سلطنتی (لاتین)    | نام اصلی                                   | محل تولد                | توضیحات |
| -------- | -------------------------------------------- | ----- | ---------------------------- | ------------------------------------------ | ----------------------- | --- |
|          | پولس رسول                                    |       |                              | پولس رسول                                  |                         | |
| ۱        | ۳۰/۳۳ – ۶۴/۶۸                                |       | پاپ قدیس پطرس PETRUS         | شمعون پطرس شمعون کیفا (کیفا به معنای صخره) | بیت صیدا، الجلیل        | از شاگردان و حواریون عیسی که کلید ملک بهشت را بنا بر آیهٔ کتاب مقدس (متیو ۱۶:۱۸–۱۹) از او دریافت داشت. او را با بر صلیب‌کشیدنش به‌صورت وارونه اعدام کردند. ۲۹ ژوئن روز مقدس سنت پیتر (عید سنت پیتر و سنت پل) است. او همچنین به‌عنوان نخستین اسقف روم (پاپ)و منصوب مسیح توسط کلیسای کاتولیک به رسمیت شناخته شده‌است. پیتر در مسیحیت شرقی نیز یک قدیس شناخته شده و روز مقدس او ۲۹ ژوئن است. |
| ۲        | ۶۴/۶۸ – ۷۶/۷۹                                |       | پاپ قدیس لینوس LINUS         | لینوس                                      | توسکانی (توسکانی مرکزی) | روز بزرگداشت ۲۳ سپتامبر. او در مسیحیت شرقی نیز عنوان قدیس را دارد و روز بزرگداشتش ۷ ژوئن است. |
| ۳        | ۷۶/۷۹ – ۸۸/۹۱                                |       | پاپ قدیس آناکلتوس ANACLETUS  | آناکلتوس                                   | به احتمال قوی در یونان  | بدست مخالفان کشته شد. روز بزرگداشت ۲۶ آوریل. |
| ۴        | ۲۶ آوریل ۸۸ – ۲۳ نوامبر ۹۹ (۱۱ سال، ۲۱۱ روز) |       | پاپ قدیس کلمنت CLEMENS       | کلمنت                                      | رم                      | روز بزرگداشت ۲۳ نوامبر. او در مسیحیت شرقی نیز به‌عنوان قدیس دارای احترام بوده و روز بزرگداشتش ۲۵ نوامبر است. |
| ۵        | ۲۳ نوامبر ۹۹ – ۲۷ اکتبر ۱۰۵ (۵ سال، ۳۳۸ روز) |       | پاپ قدیس اواریستوس EVARISTUS | آریستوس                                    | بیت‌لحم، یهودیه          | روز بزرگداشت ۲۶ اکتبر |

#### سدهٔ دوم میلادی
| به ترتیب | دوران تصدی                                     | تصویر | نام فارسی• سلطنتی (لاتین)       | نام اصلی | محل تولد                 | توضیحات                                                                                     |
| -------- | ---------------------------------------------- | ----- | ------------------------------- | -------- | ------------------------ | ------------------------------------------------------------------------------------------- |
| ۶/۱      | ۲۷ اکتبر ۱۰۵ – ۳ مه ۱۱۵ (۹ سال، ۱۸۸ روز)       |       | پاپ قدیس الکساندر یکم ALEXANDER | الکساندر | رم                       | او در مسیحیت شرقی نیز به‌عنوان قدیس دارای احترام است و روز بزرگداشت او برابر با ۱۶ مارس است. |
| ۷/۲      | ۳ مه ۱۱۵ – ۳ آوریل ۱۲۵ (۹ سال، ۳۳۵ روز)        |       | پاپ قدیس سیکستوس یکم XYSTUS     |          | روم یا یونان             | او در مسیحیت شرقی نیز به‌عنوان قدیس دارای احترام است و روز بزرگداشت او برابر با ۱۰ اوت است.  |
| ۸/۳      | ۳ آوریل ۱۲۵ – ۵ ژانویه ۱۳۶ (۱۰ سال، ۲۷۷ روز)   |       | پاپ قدیس تلسفوروس TELESPHORUS   |          | یونان                    |                                                                                             |
| ۹/۴      | ۵ ژانویه ۱۳۶ – ۱۱ ژانویه ۱۴۰ (۴ سال، ۶ روز)    |       | پاپ قدیس هیجینوس HYGINUS        |          | یونان                    | طبق روایات کشته شد؛ روز بزرگداشت ۱۱ ژانویه                                                  |
| ۱۰/۵     | ۱۱ ژانویه ۱۴۰ – ۱۱ ژوئیه ۱۵۵ (۱۵ سال، ۱۸۱ روز) |       | پاپ قدیس پیوس PIUS              |          | آکویلیا، فریولی، ایتالیا | با شمشیر کشته شد؛ روز بزرگداشت ۱۱ ژوئیه                                                     |
| ۱۱/۶     | ۱۱ ژوئیه ۱۵۵ – ۲۰ آوریل ۱۶۶ (۱۰ سال، ۲۸۳ روز)  |       | پاپ قدیس آنیستوس ANICETUS       |          | حمص، سوریه               | طبق روایات مسیحی کشته شد؛ روز بزرگداشت ۱۷ آوریل                                             |
| ۱۲/۷     | ۲۰ آوریل ۱۶۶ – ۲۲ آوریل ۱۷۴ (۸ سال، ۲ روز)     |       | پاپ قدیس سوتر SOTERIUS          |          | فوندی، لاتیوم، ایتالیا   | طبق روایات کشته شد؛ روز بزرگداشت ۲۲ آوریل                                                   |
| ۱۳/۸     | ۲۲ آوریل ۱۷۴ – ۲۶ مه ۱۸۹ (۱۵ سال، ۳۴ روز)      |       | پاپ قدیس الئوتروس ELEUTHERIUS   |          | نیکوپولیس، اپیروس        | طبق روایات کشته شد؛ روز بزرگداشت ۶ مه                                                       |
| ۱۴/۹     | ۲۶ مه ۱۸۹ – ۲۸ ژوئیه ۱۹۹ (۱۰ سال، ۶۳ روز)      |       | پاپ قدیس ویکتور یکم VICTOR      |          | آفریقای شمالی            |                                                                                             |
| ۱۵/۱۰    | ۲۸ ژوئیه ۱۹۹ – ۲۰ دسامبر ۲۱۷ (۱۸ سال، ۱۴۵ روز) |       | پاپ قدیس زفیرنیوس ZEPHYRINUS    |          | رم                       |                                                                                             |

#### سدهٔ سوم میلادی
| به ترتیب | دوران تصدی                              | تصویر | نام فارسی• سلطنتی (لاتین)            | نام اصلی | محل تولد | توضیحات                                                                                               |
| -------- | --------------------------------------- | ----- | ------------------------------------ | -------- | -------- | --- |
| ۱۶/۱     | c.۲۱۷ – ۲۲۲/۲۲۳                         |       | پاپ قدیس کالیکتوس یکم CALLISTUS      |          | اسپانیا  | طبق روایات کشته شد؛ روز بزرگداشت ۱۴ اکتبر                                                             |
| ۱۷/۲     | ۲۲۲/۲۲۳ – ۲۳۰                           |       | پاپ قدیس اوربان یکم URBANUS          |          | رم       | در کلیسای شرقی نیز به عنوان قدیس به‌شمار می‌رود. روز بزرگداشت ۲۵ مه.                                    |
| ۱۸/۳     | ۲۱ژوئیه ۲۳۰ – ۲۸ سپتامبر ۲۳۵ (۵ سال)    |       | پاپ قدیس پونتیان PONTIANUS           |          | رم       | نخستین پاپی که به صورت رسمی نامش در تاریخ به عنوان پاپ کلیسای کاتولیک ثبت شده‌است                      |
| ۱۹/۴     | ۲۱ نوامبر ۲۳۵ – ۳ ژانویه ۲۳۶ (۴۴ روز)   |       | پاپ قدیس آنتروس ANTERUS              |          | یونان    | در کلیسای شرقی نیز به عنوان قدیس شناخته می‌شود. روز بزرگداشت ۵ اوت],.                                  |
| ۲۰/۵     | ۱۰ ژانویه ۲۳۶ – ۲۰ ژانویه ۲۵۰ (۱۴ سال)  |       | پاپ قدیس فابین FABIANUS              |          | رم       | روز بزرگداشت ۲۰ ژانویه. در کلیسای شرقی نیز به عنوان قدیس شناخته می‌شود.                                |
| ۲۱/۶     | ۶/۱۱ مارس ۲۵۱ – ژوئن ۲۵۳ (۲ سال)        |       | پاپ قدیس کورنلیوس CORNELIUS          |          |          | بر طبق روایات مسیحی کشته شد؛ روز بزرگداشت ۱۶ سپتامبر                                                  |
| ۲۲/۷     | ۲۵ ژوئن ۲۵۳ – ۵ مارس ۲۵۴ (۲۵۶ روز)      |       | پاپ قدیس لوسیوس یکم LUCIUS           |          | رم       | روز بزرگداشت ۴ مارس                                                                                   |
| ۲۳/۸     | ۱۲ مه ۲۵۴ – ۲ اوت ۲۵۷ (۳ سال)           |       | پاپ قدیس استفان یکم STEPHANUS        |          | رم       | کشته شد؛ روز بزرگداشت ۲ اوت.                                                                          |
| ۲۴/۹     | ۳۰/۳۱ اوت ۲۵۷ – ۶ اوت ۲۵۸ (۳۴۰/۳۴۱ روز) |       | پاپ قدیس سیکستوس دوم XYSTUS Secundus |          | یونان    | کشته شد، او در کلیسای شرق نیز به عنوان قدیس شناخته می‌شود. روز بزرگداشت ۱۰ اوت.                        |
| ۲۵/۱۰    | ۲۲ ژوئیه ۲۵۹ – ۲۶ دسامبر ۲۶۸ (۹ سال)    |       | پاپ قدیس دیونیسیوس DIONYSIUS         |          | یونان    | روز بزرگداشت ۲۶ دسامبر                                                                                |
| ۲۶/۱۱    | ۵ ژانویه ۲۶۹ – ۳۰ دسامبر ۲۷۴ (۵ سال)    |       | پاپ قدیس فلیکس یکم FELIX             |          | رم       | |
| ۲۷/۱۲    | ۴ ژانویه ۲۷۵ – ۷ دسامبر ۲۸۳ (۸ سال)     |       | پاپ قدیس اوتوکین EUTYCHIANUS         |          |          | |
| ۲۸/۱۳    | ۱۷ دسامبر ۲۸۳ – ۲۲ آوریل ۲۹۶ (۱۲ سال)   |       | پاپ قدیس کایوس CAIUS                 |          |          | بر اساس روایات او کشته شد، او در کلیسای شرق نیز قدیس است. روز بزرگداشت ۲۲ آوریل. در کلیسای شرق ۱۱ اوت |
| ۲۹/۱۴    | ۳۰ ژوئن ۲۹۶ – ۱ آوریل ۳۰۴ (۷ سال)       |       | پاپ قدیس مارسلینیوس MARCELLINUS      |          |          | روز بزرگداشت ۲۶ آوریل. او در کلیسای شرق نیز قدیس است. روز بزرگداشت در کلیسای شرق ۷ ژوئن.              |

#### سدهٔ چهارم میلادی
| به ترتیب | دوران تصدی                             | تصویر | نام فارسی• سلطنتی (لاتین)               | نام اصلی | محل تولد                    | توضیحات |
| -------- | -------------------------------------- | ----- | --------------------------------------- | -------- | --------------------------- | --- |
| ۳۰/۱     | ۳۰۸ – ۳۰۹                              |       | پاپ قدیس مارسلوس یکم MARCELLUS          |          |                             | |
| ۳۱/۲     | c.309 – c.۳۱۰                          |       | پاپ قدیس پاپ اوزبیوس EUSEBIUS           |          |                             | |
| ۳۲/۳     | ۲ ژوئیه ۳۱۱ – ۱۰ ژانویه ۳۱۴ (۲ سال)    |       | پاپ قدیس میلتیادس MILTIADES             |          | آفریقا                      | نخستین پاپ پس از اعلام فرمان میلان در سال ۳۱۳ میلادی توسط کنستانتین یکم و پایان شکنجه مسیحیان توسط امپراتوری روم                     |
| ۳۳/۴     | ۳۱ ژانویه ۳۱۴ – ۳۱ دسامبر ۳۳۵ (۲۱ سال) |       | پاپ قدیس سیلوستر یکم SILVESTER          |          | Sant'Angelo a Scala, آولینو | روز بزرگداشت ۳۱ دسامبر. همچنین او در کلیسای شرقی نیز مورد تکریم قرار می‌گیرد. روز بزرگداشت ۲ ژانویه در کلیسای شرقی. شورای نیقیه، ۳۲۵. |
| ۳۴/۵     | ۱۸ ژانویه ۳۳۶ – ۷ اکتبر ۳۳۶ (۲۶۳ روز)  |       | پاپ قدیس پاپ مارک MARCUS                |          | رم                          | روز بزرگداشت ۷ اکتبر |
| ۳۵/۶     | ۶ فوریه ۳۳۷ – ۱۲ آوریل ۳۵۲ (۱۵ سال)    |       | پاپ قدیس ژولیوس یکم IULIUS              |          | رم                          | |
| ۳۶/۷     | ۱۷ مه ۳۵۲ – ۲۴ سپتامبر ۳۶۶ (۱۴ سال)    |       | لیبریوس LIBERIUS                        |          |                             | روز بزرگداشت در کلیسای شرقی ۲۷ اوت.                                                                                                  |
| ۳۷/۸     | ۱ اکتبر ۳۶۶ – ۱۱ دسامبر ۳۸۴ (۱۸ سال)   |       | پاپ قدیس دامازوس DAMASUS                |          | ایدانا نووا، پرتغال         | حافظ جروم، و جزو گماشتگان ولگاته برای برگردان کتاب مقدس. شورای رم،                                                                   |
| ۳۸/۹     | ۱۱ دسامبر ۳۸۴ – ۲۶ نوامبر ۳۹۹ (۱۴ سال) |       | پاپ قدیس سیریسیوس Papa SIRICIUS         |          |                             | نخستین اسقف رم با عنوان "پاپا" ("پاپ")                                                                                               |
| ۳۹/۱۰    | ۲۷ نوامبر ۳۹۹ – ۱۹ دسامبر ۴۰۱ (۲ سال)  |       | پاپ قدیس آناستازیوس یکم Papa ANASTASIUS |          |                             | |

#### سدهٔ پنجم میلادی
| به ترتیب | دوران تصدی                               | تصویر | نام فارسی• سلطنتی (لاتین)                                    | نام اصلی | محل تولد                   | توضیحات |
| -------- | ---------------------------------------- | ----- | ------------------------------------------------------------ | -------- | -------------------------- | --- |
| ۴۰/۱     | ۲۲ دسامبر ۴۰۱ – ۱۲ مارس ۴۱۷ (۱۵ سال)     |       | پاپ قدیس اینوسنت یکم Papa INNOCENTIUS                        |          |                            | ویزیگوت‌ها اخراج از رم (۴۱۰) تحت آلاریک |
| ۴۱/۲     | ۱۸ مارس ۴۱۷ – ۲۶ دسامبر ۴۱۸ (۱ سال)      |       | پاپ قدیس زوزیموس Papa ZOSIMUS                                |          |                            | |
| ۴۲/۳     | ۲۸/۲۹ دسامبر ۴۱۸ – ۴ سپتامبر ۴۲۲ (۳ سال) |       | پاپ قدیس بونیفاس یکم پاپا BONIFACIUS                         |          |                            | |
| ۴۳/۴     | ۱۰ سپتامبر ۴۲۲ – ۲۷ ژوئیه ۴۳۲ (۹ سال)    |       | پاپ قدیس سلستین یکم Papa COELESTINUS                         |          | رم، امپراتوری روم غربی     | روز بزرگداشت ۸ آوریل. |
| ۴۴/۵     | ۳۱ ژوئیه ۴۳۲ – مارس /اوت ۴۴۰ (۸ سال)     |       | پاپ قدیس سیکتوس سوم Papa XYSTUS Tertius                      |          |                            | |
| ۴۵/۶     | ۲۹ سپتامبر ۴۴۰ – ۱۰ نوامبر ۴۶۱ (۲۱ سال)  |       | پاپ قدیس لئون یکم Papa LEO MAGNUS                            |          | رم                         | متقاعد کردن آتیلا از صرف نظر کردن حمله به ایتالیا. روز بزرگداشت ۱۰ نوامبر. وی همچنین در کلیسای شرق نیز موزد تکریم قرار می‌گیرد. روز بزرگداشت در کلیسای شرق :۱۸ فوریه. |
| ۴۶/۷     | ۱۹ نوامبر ۴۶۱ – ۲۹ فوریه ۴۶۸ (۶ سال)     |       | پاپ قدیس هیلاریوس Papa HILARIUS                              |          | ساردنی، امپراتوری روم غربی | |
| ۴۷/۸     | ۳ مارس ۴۶۸ – ۱۰ مارس ۴۸۳ (۱۵ سال)        |       | پاپ قدیس سیمپلیسیوس Papa SIMPLICIUS                          |          | تیولی، ایتالیا، ایتالیا    | |
| ۴۸/۹     | ۱۳ مارس ۴۸۳ – ۱ مارس ۴۹۲ (۸ سال)         |       | پاپ قدیس فلیکس سوم (فلیکس دوم) Papa FELIX Tertius (Secundus) |          | رم                         | گاهی با نام فیلیکس دوم خوانده می‌شد. |
| ۴۹/۱۰    | ۱ مارس ۴۹۲ – ۲۱ نوامبر ۴۹۶ (۴ سال)       |       | پاپ قدیس ژلازیوس یکم Papa GELASIUS                           |          | آفریقا                     | |
| ۵۰/۱۱    | ۲۴ نوامبر ۴۹۶ – ۱۹ نوامبر ۴۹۸ (۱ سال)    |       | آناستازیوس دوم Papa ANASTASIUS Secundus                      |          |                            | |
| ۵۱/۱۲    | ۲۲ نوامبر ۴۹۸ – ۱۹ ژوئیه ۵۱۴ (۱۵ سال)    |       | پاپ قدیس سیماکوس Papa SYMMACHUS                              |          | ساردنی                     | |

### سده‌های ششم تا دهم میلادی

#### سدهٔ ششم میلادی
| به ترتیب | دوران تصدی                            | تصویر | نام فارسی• سلطنتی (لاتین)                                     | نام اصلی  | محل تولد                         | توضیحات |
| -------- | ------------------------------------- | ----- | ------------------------------------------------------------- | --------- | -------------------------------- | --- |
| ۵۲/۱     | ۲۰ ژوئیه ۵۱۴ – ۱۹ ژوئیه ۵۲۳ (۸ سال)   |       | پاپ قدیس هورمیسداس Papa HORMISDUS                             |           | فروزینونه، لاتیوم جنوبی، ایتالیا | پدر پاپ سیلوریوس |
| ۵۳/۲     | ۱۳ اوت ۵۲۳ – ۱۸ مه ۵۲۶ (۲ سال)        |       | پاپ قدیس ژان اول Papa IOANNES                                 |           | توسکانی                          | |
| ۵۴/۳     | ۱۳ ژوئیه ۵۲۶ – ۲۲ سپتامبر ۵۳۰ (۴ سال) |       | پاپ قدیس فلیکس چهارم (Felix III) Papa FELIX Quartus (Tertius) |           | سامنیوم                          | گاهی از او به نام فیلیکس سوم یاد می‌شد. |
| ۵۵/۴     | ۲۲ سپتامبر ۵۳۰ – ۱۷ اکتبر ۵۳۲ (۲ سال) |       | بونیفاس دوم Papa BONIFACIUS Secundus                          |           | رم تا اوستروگوت‌ها parents        | |
| ۵۶/۵     | ۲ ژانویه ۵۳۳ – ۸ مه ۵۳۵ (۲ سال)       |       | ژان دوم (پاپ) Papa IOANNES Secundus                           | Mercurius | رم                               | نخستین پاپی که از هیچ نامی برای خود استفاده نکرد. علت این امر مرکوری یکی از افسانه‌های خدایان روم بود. |
| ۵۷/۶     | ۱۳ مه ۵۳۵ – ۲۲ آوریل ۵۳۶ (۳۴۶ روز)    |       | پاپ قدیس آگاپتوس یکم Papa AGAPETUS                            |           | رم، پادشاهی اوستریوک             | روز بزرگداشت ۲۲ آوریل، ۲۰ سپتامبر. در کلیسای شرقی روز بزرگداشت ۱۷ آوریل. |
| ۵۸/۷     | ۱ ژوئن ۵۳۶ – ۱۱ نوامبر ۵۳۷ (۱ سال)    |       | پاپ قدیس سیلوریوس Papa SILVERIUS                              |           |                                  | Exiled; روز بزرگداشت ۲۰ ژوئن، پسر هورمیسداس |
| ۵۹/۸     | ۲۹ مارس ۵۳۷ – ۷ ژوئن ۵۵۵ (۱۸ سال)     |       | ویژیلیوس Papa VIGILIUS                                        |           | رم                               | |
| ۶۰/۹     | ۱۶ آوریل ۵۵۶ – ۴ مارس ۵۶۱ (۵ سال)     |       | پلاژیوس یکم Papa PELAGIUS                                     |           | رم                               | |
| ۶۱/۱۰    | ۱۷ ژوئیه ۵۶۱ – ۱۳ ژوئیه ۵۷۴ (۱۲ سال)  |       | ژان سوم Papa IOANNES Tertius                                  | Catelinus | رم، امپراتوری روم شرقی           | |
| ۶۲/۱۱    | ۲ ژوئن ۵۷۵ – ۳۰ ژوئیه ۵۷۹ (۴ سال)     |       | بندیکت یکم Papa BENEDICTUS                                    |           |                                  | |
| ۶۳/۱۲    | ۲۶ نوامبر ۵۷۹ – ۷ فوریه ۵۹۰ (۱۰ سال)  |       | پلاژیوس دوم Papa PELAGIUS Secundus                            |           | رم                               | |
| ۶۴/۱۳    | ۳ سپتامبر ۵۹۰ – ۱۲ مارس ۶۰۴ (۱۳ سال)  |       | پاپ قدیس گریگوری یکم, نظام سنت بندیکت Papa GREGORIUS MAGNUS   |           | رم                               | نخستین پاپی که از عنوان رسمی "خادم خادمان خدا" (به لاتین :servus servorum Dei) و "اسقف کبیر". روز بزرگداشت ۳ سپتامبر. وی همچنین در کلیسای شرقی نیز مورد تکریم قرار می‌گیرد. روز بزرگداشت او در این کلیسا در ۱۲ مارس قرار دارد. |

#### سدهٔ هفتم میلادی
| به ترتیب | دوران تصدی                              | تصویر | نام انگلیسی • سلطنتی (لاتین)                                    | نام اصلی | محل تولد                                         | توضیحات |
| -------- | --------------------------------------- | ----- | --------------------------------------------------------------- | -------- | ------------------------------------------------ | --- |
| ۶۵/۱     | ۱۳ سپتامبر ۶۰۴ – ۲۲ فوریه ۶۰۶ (۱ سال)   |       | سابینین Papa SABINIANUS                                         |          | بلرا                                             | |
| ۶۶/۲     | ۱۹ فوریه ۶۰۷ – ۱۲ نوامبر ۶۰۷ (۲۶۷ روز)  |       | بونیفاس سوم Papa BONIFACIUS Tertius                             |          | رم                                               | |
| ۶۷/۳     | ۲۵ اوت ۶۰۸ – ۸ مه ۶۱۵ (۶ سال)           |       | پاپ قدیس بونیفاس چهارم, نظام سنت بندیکت Papa BONIFACIUS Quartus |          | Marsica                                          | First Pope to bear the same name as his predecessor. Member of the نظام سنت بندیکت.                                            |
| ۶۸/۴     | ۱۹ اکتبر ۶۱۵ – ۸ نوامبر ۶۱۸ (۳ سال)     |       | آدئوداتوس یکم (Deusdedit) Papa ADEODATUS                        |          | رم                                               | Sometimes called Deusdedit, and then آدئوداتوس دوم is called Pope Adeodatus without a number                                   |
| ۶۹/۵     | ۲۳ دسامبر ۶۱۹ – ۲۵ اکتبر ۶۲۵ (۵ سال)    |       | بونیفاس پنجم Papa BONIFACIUS Quintus                            |          | ناپل                                             | |
| ۷۰/۶     | ۲۷ اکتبر ۶۲۵ – ۱۲ اکتبر ۶۳۸ (۱۲ سال)    |       | هونوریوس یکم Papa HONORIUS                                      |          | کامپانیا، امپراتوری روم شرقی                     | |
| ۷۱/۷     | اکتبر ۶۳۸ – ۲ اوت ۶۴۰ (۱ سال)           |       | سورینوس Papa SEVERINUS                                          |          | رم                                               | |
| ۷۲/۸     | ۲۴ دسامبر ۶۴۰ – ۱۲ اکتبر ۶۴۲ (۱ سال)    |       | ژان چهارم Papa IOANNES Quartus                                  |          | زادار، دالماتیا، now کرواسی                      | |
| ۷۳/۹     | ۲۴ نوامبر ۶۴۲ – ۱۴ مه ۶۴۹ (۶ سال)       |       | تئودور یکم Papa THEODORUS                                       |          | فلسطین                                           | |
| ۷۴/۱۰    | ژوئیه ۶۴۹ – ۱۶ سپتامبر ۶۵۵ (۶ سال)      |       | پاپ قدیس مارتینوس یکم Papa MARTINUS                             |          | Near تودی (ایتالیا), اومبریا، امپراتوری روم شرقی | روز بزرگداشت ۱۲ نوامبر. Also revered as a saint in Eastern Christianity, with a روز بزرگداشت of ۱۴ آوریل.                      |
| ۷۵/۱۱    | ۱۰ اوت ۶۵۴ – ۲ ژوئن ۶۵۷ (۲ سال)         |       | پاپ قدیس اوژنیوس یکم Papa EUGENIUS                              |          | رم                                               | |
| ۷۶/۱۲    | ۳۰ ژوئیه ۶۵۷ – ۲۷ ژانویه ۶۷۲ (۱۴ سال)   |       | پاپ قدیس ویتالیانوس Papa VITALIANUS                             |          | Segni, امپراتوری روم شرقی                        | |
| ۷۷/۱۳    | ۱۱ آوریل ۶۷۲ – ۱۷ ژوئن ۶۷۶ (۴ سال)      |       | آدئوداتوس دوم, نظام سنت بندیکت Papa ADEODATUS Secundus          |          | رم، امپراتوری روم شرقی                           | Sometimes called Pope Adeodatus (without a number) when آدئوداتوس یکم is called Pope Deusdedit. Member of the نظام سنت بندیکت. |
| ۷۸/۱۴    | ۲ نوامبر ۶۷۶ – ۱۱ آوریل ۶۷۸ (۱ سال)     |       | دونوس Papa DONUS                                                |          | رم، امپراتوری بیزانس                             | |
| ۷۹/۱۵    | ۲۷ ژوئن ۶۷۸ – ۱۰ ژانویه ۶۸۱ (۲ سال)     |       | پاپ قدیس آگاتو Papa AGATHO                                      |          | سیسیل                                            | Also revered as a saint in Eastern Christianity, with a روز بزرگداشت of ۲۰ فوریه.                                              |
| ۸۰/۱۶    | دسامبر ۶۸۱ – ۳ ژوئیه ۶۸۳ (۱ سال)        |       | پاپ قدیس لئون دوم Papa LEO Secundus                             |          | سیسیل                                            | روز بزرگداشت ۳ ژوئیه |
| ۸۱/۱۷    | ۲۶ ژوئن ۶۸۴ – ۸ مه ۶۸۵ (۳۱۷ روز)        |       | پاپ قدیس بندیکت دوم Papa BENEDICTUS Secundus                    |          | رم، امپراتوری بیزانس                             | روز بزرگداشت ۷ مه |
| ۸۲/۱۸    | ۱۲ ژوئیه ۶۸۵ – ۲ اوت ۶۸۶ (۱ سال)        |       | ژان پنجم Papa IOANNES Quintus                                   |          | سوریه                                            | |
| ۸۳/۱۹    | ۲۱ اکتبر ۶۸۶ – ۲۲ سپتامبر ۶۸۷ (۳۳۵ روز) |       | کونون Papa CONON                                                |          |                                                  | |
| ۸۴/۲۰    | ۱۵ دسامبر ۶۸۷ – ۸ سپتامبر ۷۰۱ (۱۳ سال)  |       | پاپ قدیس سرجیوس Papa SERGIUS                                    |          | سیسیل                                            | |

#### سدهٔ هشتم میلادی
| به ترتیب            | دوران تصدی                                            | تصویر | نام انگلیسی • سلطنتی (لاتین)                               | نام اصلی | محل تولد             | توضیحات |
| ------------------- | ----------------------------------------------------- | ----- | ---------------------------------------------------------- | -------- | -------------------- | --- |
| ۸۵/۱                | ۳۰ اکتبر ۷۰۱ – ۱۱ ژانویه ۷۰۵ (۳ سال)                  |       | ژان ششم Papa IOANNES Sextus                                |          | یونان                | |
| ۸۶/۲                | ۱ مارس ۷۰۵ – ۱۸ اکتبر ۷۰۷ (۲ سال)                     |       | ژان هفتم Papa IOANNES Septimus                             |          | یونان                | Second pope to bear the same name as his predecessor |
| ۸۷/۳                | ۱۵ ژانویه ۷۰۸ – ۴ فوریه ۷۰۸ (۲۱ روز)                  |       | سیسینیوس Papa SISINNIUS                                    |          | سوریه                | |
| ۸۸/۴                | ۲۵ مارس ۷۰۸ – ۹ آوریل ۷۱۵ (۷ سال)                     |       | کنستانتین یکم Papa CONSTANTINUS                            |          | سوریه                | Last pope to visit یونان until ژان پل دوم in 2001 |
| ۸۹/۵                | ۱۹ مه ۷۱۵ – ۱۱ فوریه ۷۳۱ (۱۵ سال)                     |       | پاپ قدیس گریگوری دوم Papa GREGORIUS Secundus               |          | رم، امپراتوری بیزانس | روز بزرگداشت ۱۱ فوریه |
| ۹۰/۶                | ۱۸ مارس ۷۳۱ – ۲۸ نوامبر ۷۴۱ (۱۰ سال)                  |       | گریگوری سوم Papa GREGORIUS Tertius                         |          | سوریه                | Third pope to bear the same name as his predecessor |
| ۹۱/۷                | ۳ دسامبر ۷۴۱ – ۱۴/۲۲ مارس ۷۵۲ (۱۰ سال)                |       | پاپ قدیس زکریا Papa ZACHARIAS                              |          | یونان                | روز بزرگداشت ۱۵ مارس |
| (never consecrated) | ۲۳ مارس ۷۵۲ – ۲۵ مارس ۷۵۲ (Never took office as pope) |       | استفان (پاپ) Papa Electus STEPHANUS                        |          |                      | Sometimes known as Stephen II. Died three روز after his election having never received episcopal consecration. Some lists still include his name. The Vatican sanctioned his addition to the list of popes in the sixteenth سده، however he was removed in 1961. He is no longer considered a pope by the Catholic Church. |
| ۹۲/۸                | ۲۶ مارس ۷۵۲ – ۲۶ آوریل ۷۵۷ (۵ سال)                    |       | استفان دوم (Stephen III) Papa STEPHANUS Secundus (Tertius) |          |                      | Sometimes called Stephen III |
| ۹۳/۹                | ۲۹ مه ۷۵۷ – ۲۸ ژوئن ۷۶۷ (۱۰ سال)                      |       | پاپ قدیس پل یکم Papa PAULUS                                |          | رم                   | |
| ۹۴/۱۰               | ۱/۷ اوت ۷۶۷ – ۲۴ ژانویه ۷۷۲ (۴ سال)                   |       | استفان سوم (Stephen IV) Papa STEPHANUS Tertius (Quartus)   |          | سیسیل                | Sometimes called Stephen IV |
| ۹۵/۱۱               | ۱ فوریه ۷۷۲ – ۲۶ دسامبر ۷۹۵ (۲۳ سال)                  |       | آدریان یکم Papa HADRIANUS                                  |          | رم                   | |
| ۹۶/۱۲               | ۲۶ دسامبر ۷۹۵ – ۱۲ ژوئن ۸۱۶ (۲۰ سال)                  |       | پاپ قدیس لئون سوم Papa LEO Tertius                         |          | رم                   | Crowned شارلمانی Imperator Augustus on کریسمس، ۸۰۰، thereby initiating what would become the office of امپراتوری مقدس روم requiring the imprimatur of the pope for its legitimacy |

#### سدهٔ نهم میلادی
| به ترتیب | دوران تصدی                    | تصویر | نام انگلیسی • سلطنتی (لاتین)                                  | نام اصلی | محل تولد                | Age at election / death or resigned | تعداد سال پاپ بودن | توضیحات                                          |
| -------- | ----------------------------- | ----- | ------------------------------------------------------------- | -------- | ----------------------- | ----------------------------------- | ------------------ | ------------------------------------------------ |
| ۹۷/۱     | ۱۲ ژوئن ۸۱۶ – ۲۴ ژانویه ۸۱۷   |       | استفان چهارم (Stephen V) Papa STEPHANUS Quartus (Quintus)     |          |                         |                                     | <۱                 | Sometimes called Stephen V                       |
| ۹۸/۲     | ۲۵ ژانویه ۸۱۷ – ۱۱ فوریه ۸۲۴  |       | پاپ قدیس پاسکال یکم Papa PASCHALIS                            |          | رم                      |                                     | ۷                  |                                                  |
| ۹۹/۳     | ۸ مه ۸۲۴ – اوت ۸۲۷            |       | اوژن دوم Papa EUGENIUS Secundus                               |          | رم                      |                                     | ۳                  |                                                  |
| ۱۰۰/۴    | اوت ۸۲۷ – سپتامبر ۸۲۷         |       | ولنتاین Papa VALENTINUS                                       |          | رم                      |                                     | <۱                 |                                                  |
| ۱۰۱/۵    | ۸۲۷ – ژانویه ۸۴۴              |       | گریگوری چهارم Papa GREGORIUS Quartus                          |          | رم                      |                                     | ۱۷                 |                                                  |
| ۱۰۲/۶    | ژانویه ۸۴۴ – ۷ ژانویه ۸۴۷     |       | سرجیوس دوم Papa SERGIUS Secundus                              |          | رم                      |                                     | ۳                  |                                                  |
| ۱۰۳/۷    | ژانویه ۸۴۷ – ۱۷ ژوئیه ۸۵۵     |       | پاپ قدیس لئون چهارم, نظام سنت بندیکت Papa LEO Quartus         |          | رم                      |                                     | ۸                  | Member of the نظام سنت بندیکت.                   |
| ۱۰۴/۸    | ۸۵۵ – ۷ آوریل ۸۵۸             |       | بندیکت سوم Papa BENEDICTUS Tertius                            |          | رم                      |                                     |                    |                                                  |
| ۱۰۵/۹    | ۲۴ آوریل ۸۵۸ – ۱۳ نوامبر ۸۶۷  |       | پاپ قدیس نیکلاس یکم (Nicholas the Great) Papa NICOLAUS MAGNUS |          | رم                      |                                     | ۹                  |                                                  |
| ۱۰۶/۱۰   | ۱۴ دسامبر ۸۶۷ – ۱۴ دسامبر ۸۷۲ |       | آدریان دوم Papa HADRIANUS Secundus                            |          | رم                      |                                     | ۵                  |                                                  |
| ۱۰۷/۱۱   | ۱۴ دسامبر ۸۷۲ – ۱۶ دسامبر ۸۸۲ |       | ژان هشتم Papa IOANNES Octavus                                 |          | رم                      |                                     | ۱۰                 |                                                  |
| ۱۰۸/۱۲   | ۱۶ دسامبر ۸۸۲ – ۱۵ مه ۸۸۴     |       | مارینوس یکم Papa MARINUS                                      |          | Gallese, رم             |                                     | ۱                  |                                                  |
| ۱۰۹/۱۳   | ۱۷ مه ۸۸۴ – c.سپتامبر ۸۸۵     |       | پاپ قدیس آدریان سوم Papa HADRIANUS Tertius                    |          | رم                      |                                     |                    |                                                  |
| ۱۱۰/۱۴   | ۸۸۵ – ۱۴ سپتامبر ۸۹۱          |       | استفان پنجم (Stephen VI) Papa STEPHANUS Quintus (Sextus)      |          | رم                      |                                     |                    | Sometimes called Stephen VI                      |
| ۱۱۱/۱۵   | ۱۹ سپتامبر ۸۹۱ – ۴ آوریل ۸۹۶  |       | فورموزوس Papa FORMOSUS                                        |          | Ostia Antica (district) |                                     | ۴                  | Posthumous execution following the Cadaver Synod |
| ۱۱۲/۱۶   | ۴ آوریل ۸۹۶ – ۱۹ آوریل ۸۹۶    |       | بونیفاس ششم Papa BONIFACIUS Sextus                            |          | رم                      |                                     | <۱                 |                                                  |
| ۱۱۳/۱۷   | ۲۲ مه ۸۹۶ – اوت ۸۹۷           |       | استفان ششم (Stephen VII) Papa STEPHANUS Sextus (Septimus)     |          |                         |                                     | ۱                  | Sometimes called Stephen VII                     |
| ۱۱۴/۱۸   | اوت ۸۹۷ – نوامبر ۸۹۷          |       | رومانوس Papa ROMANUS                                          |          | Gallese, رم             |                                     | <۱                 |                                                  |
| ۱۱۵/۱۹   | دسامبر ۸۹۷                    |       | تئودور دوم Papa THEODORUS Secundus                            |          | رم                      |                                     | <۱                 |                                                  |
| ۱۱۶/۲۰   | ژانویه ۸۹۸ – ژانویه ۹۰۰       |       | ژان نهم, نظام سنت بندیکت Papa IOANNES Nonus                   |          | Tivoli, ایتالیا         |                                     |                    | Member of the نظام سنت بندیکت.                   |
| ۱۱۷/۲۱   | ۹۰۰ – ۹۰۳                     |       | بندیکت چهارم Papa BENEDICTUS Quartus                          |          | رم                      |                                     |                    |                                                  |

#### سدهٔ دهم میلادی
| به ترتیب | دوران تصدی                      | تصویر | نام انگلیسی • سلطنتی (لاتین)                                 | نام اصلی                   | محل تولد                             | Age at election / death or resigned | # سال as pope | توضیحات |
| -------- | ------------------------------- | ----- | ------------------------------------------------------------ | -------------------------- | ------------------------------------ | ----------------------------------- | ------------- | --- |
| ۱۱۸/۱    | ژوئیه ۹۰۳ – سپتامبر ۹۰۳         |       | لئون پنجم Papa LEO Quintus                                   |                            | آردئا                                |                                     | <۱            | |
| ۱۱۹/۲    | ۲۹ ژانویه ۹۰۴ – ۱۴ آوریل ۹۱۱    |       | سرجیوس سوم Papa SERGIUS Tertius                              |                            | رم                                   |                                     | ۷             | " The Rule of the Harlots " begins |
| ۱۲۰/۳    | آوریل ۹۱۱ – ژوئن 913            |       | آناستازیوس سوم Papa ANASTASIUS Tertius                       |                            | رم                                   |                                     | ۲             | |
| ۱۲۱/۴    | ژوئیه /اوت ۹۱۳ – فوریه/مارس ۹۱۴ |       | لندو Papa LANDO                                              |                            | Sabina (region), ایتالیا             |                                     | <۱            | |
| ۱۲۲/۵    | مارس ۹۱۴ – مه ۹۲۸               |       | ژان دهم Papa IOANNES Decimus                                 |                            | Romagna, ایتالیا                     |                                     | ۱۴            | |
| ۱۲۳/۶    | مه ۹۲۸ – دسامبر ۹۲۸             |       | لئون ششم Papa LEO Sextus                                     |                            | رم                                   |                                     | <۱            | |
| ۱۲۴/۷    | دسامبر ۹۲۸ – فوریه ۹۳۱          |       | استفان هفتم (Stephen VIII) Papa STEPHANUS Septimus (Octavus) |                            | رم                                   |                                     | ۲             | Sometimes called Stephen VIII |
| ۱۲۵/۸    | فوریه/مارس ۹۳۱ – دسامبر ۹۳۵     |       | ژان یازدهم Papa IOANNES Undecimus                            |                            | رم                                   |                                     | ۴             | |
| ۱۲۶/۹    | ۳ ژانویه ۹۳۶ – ۱۳ ژوئیه ۹۳۹     |       | لئون هفتم, نظام سنت بندیکت Papa LEO Septimus                 |                            |                                      |                                     | ۳             | Member of the نظام سنت بندیکت. |
| ۱۲۷/۱۰   | ۱۴ ژوئیه ۹۳۹ – اکتبر ۹۴۲        |       | استفان هشتم (Stephen IX) Papa STEPHANUS Octavus (Nonus)      |                            | آلمان                                |                                     | ۳             | Sometimes called Stephen IX |
| ۱۲۸/۱۱   | ۳۰ اکتبر ۹۴۲ – مه ۹۴۶           |       | مارینوس دوم Papa MARINUS Secundus                            |                            | رم                                   |                                     | ۳             | |
| ۱۲۹/۱۲   | ۱۰ مه ۹۴۶ – دسامبر ۹۵۵          |       | آگاپتوس دوم Papa AGAPETUS Secundus                           |                            | رم                                   |                                     | ۹             | |
| ۱۳۰/۱۳   | ۱۶ دسامبر ۹۵۵ – ۱۴ مه ۹۶۴       |       | ژان دوازدهم Papa IOANNES Duodecimus                          | Octavian                   | رم                                   |                                     | ۸             | Deposed in 963 by Emperor Otto invalidly; end of the " The Rule of the Harlots " |
| ۱۳۱/۱۴   | ۲۲ مه ۹۶۴ – ۲۳ ژوئن ۹۶۴         |       | بندیکت پنجم Papa BENEDICTUS Quintus                          |                            | رم                                   |                                     | <۱            | Elected after ژان دوازدهم's death by the people of رم، in opposition to the Antipope لئون هشتم who was appointed by Emperor Otto; Benedict accepted his deposition in 964 leaving Leo as sole pope. |
| ۱۳۲/۱۵   | ژوئیه ۹۶۴ – ۱ مارس ۹۶۵          |       | لئون هشتم Papa LEO Octavus                                   |                            | رم                                   |                                     | <۱            | Appointed antipope by Emperor Otto in 963 in opposition to ژان دوازدهم and بندیکت پنجم. He became the true Pope after Benedict V was deposed                                                        |
| ۱۳۳/۱۶   | ۱ اکتبر ۹۶۵ – ۶ سپتامبر ۹۷۲     |       | ژان سیزدهم Papa IOANNES Tertius Decimus                      |                            | رم                                   |                                     | ۶             | |
| ۱۳۴/۱۷   | ۱۹ ژانویه ۹۷۳ – ژوئن ۹۷۴        |       | بندیکت ششم Papa BENEDICTUS Sextus                            |                            | رم، ایالات پاپی                      |                                     | ۱             | Deposed and murdered |
| ۱۳۵/۱۸   | اکتبر ۹۷۴ – ۱۰ ژوئیه ۹۸۳        |       | بندیکت هفتم Papa BENEDICTUS Septimus                         |                            | رم                                   |                                     | ۸             | |
| ۱۳۶/۱۹   | دسامبر ۹۸۳ – ۲۰ اوت ۹۸۴         |       | ژان چهاردهم Papa IOANNES Quartus Decimus                     | Pietro Campanora           | پاویا                                |                                     | <۱            | |
| ۱۳۷/۲۰   | اوت ۹۸۵ – مارس ۹۹۶              |       | ژان پانزدهم Papa IOANNES Quintus Decimus                     |                            | رم                                   |                                     | ۱۰            | |
| ۱۳۸/۲۱   | ۳ مه ۹۹۶ – ۱۸ فوریه ۹۹۹         |       | گریگوری پنجم Papa GREGORIUS Quintus                          | Bruno of Carinthia (duchy) | آلمان، امپراتوری مقدس روم            |                                     | ۲             | First German Pope |
| ۱۳۹/۲۲   | ۲ آوریل ۹۹۹ – ۱۲ مه ۱۰۰۳        |       | سیلوستر دوم Papa SILVESTER Secundus                          | Gerbert d'Aurillac         | Auvergne (province) region of فرانسه |                                     | ۴             | First فرانسوی Pope |

### سده یازدهم تا پانزدهم میلادی

#### سدهٔ یازدهم میلادی
| به ترتیب | دوران تصدی                               | تصویر | نام انگلیسی • سلطنتی (لاتین)                                           | نام اصلی                                         | محل تولد                                                | توضیحات |
| -------- | ---------------------------------------- | ----- | ---------------------------------------------------------------------- | ------------------------------------------------ | ------------------------------------------------------- | --- |
| ۱۴۰/۱    | ژوئن ۱۰۰۳ – دسامبر ۱۰۰۳                  |       | ژان هفدهم Papa IOANNES Septimus Decimus                                | Siccone                                          | رم، ایالات پاپی                                         | |
| ۱۴۱/۲    | ۲۵ دسامبر ۱۰۰۳ – ژوئیه ۱۰۰۹ (۵ سال)      |       | ژان هجدهم Papa IOANNES DuodeVicesimus                                  | Giovanni Fasano; Phasianus                       | Rapagnano, ایالات پاپی                                  | |
| ۱۴۲/۳    | ۳۱ ژوئیه ۱۰۰۹ – ۱۲ مه ۱۰۱۲ (۲ سال)       |       | سرجیوس چهارم Papa SERGIUS Quartus                                      | Pietro Boccapecora                               | رم، ایالات پاپی، امپراتوری مقدس روم                     | |
| ۱۴۳/۴    | ۱۸ مه ۱۰۱۲ – ۹ آوریل ۱۰۲۴ (۱۱ سال)       |       | بندیکت هشتم Papa BENEDICTUS Octavus                                    | Theophylactus II, Count of Tusculum              | رم، ایالات پاپی، امپراتوری مقدس روم                     | |
| ۱۴۴/۵    | آوریل /مه ۱۰۲۴ – ۲۰ اکتبر ۱۰۳۲ (۸ سال)   |       | ژان نوزدهم Papa IOANNES UndeVicesimus                                  | Romanus, Count of Tusculum                       | رم، ایالات پاپی، امپراتوری مقدس روم                     | |
| ۱۴۵/۶    | ۱۰۳۲–۱۰۴۴                                |       | بندیکت نهم Papa BENEDICTUS Nonus                                       | Theophylactus III, Count of Tusculum             | رم، ایالات پاپی، امپراتوری مقدس روم                     | ۱st Term |
| ۱۴۶/۷    | ۱۰۴۵                                     |       | سیلوستر سوم Papa SILVESTER Tertius                                     | John, Bishop of Sabina                           | رم، ایالات پاپی، امپراتوری مقدس روم                     | Validity of election questioned; considered پادپاپ; deposed at the Council of Sutri.                                                          |
| ۱۴۷/۸    | ۱۰۴۵–۱۰۴۶                                |       | بندیکت نهم Papa BENEDICTUS Nonus                                       | Theophylactus III, Count of Tusculum             | رم، ایالات پاپی، امپراتوری مقدس روم                     | ۲nd Term; deposed at the Council of Sutri |
| ۱۴۸/۹    | آوریل /مه ۱۰۴۵ – ۲۰ دسامبر ۱۰۴۶ (۱ سال)  |       | گریگوری ششم Papa GREGORIUS Sextus,                                     | Johannes Gratianus                               | رم، ایالات پاپی، امپراتوری مقدس روم                     | Deposed at the Council of Sutri |
| ۱۴۹/۱۰   | ۲۴ دسامبر ۱۰۴۶ – ۹ اکتبر ۱۰۴۷ (۲۸۹ روز)  |       | کلمنت دوم Papa CLEMENS Secundus                                        | Suidger                                          | هورنبرگ، دوک‌نشین ساکسونی، امپراتوری مقدس روم            | |
| ۱۵۰/۱۱   | نوامبر ۱۰۴۷ – ۱۰۴۸                       |       | بندیکت نهم Papa BENEDICTUS Nonus                                       | Theophylactus III, Count of Tusculum             | رم، ایالات پاپی، امپراتوری مقدس روم                     | ۳rd Term; deposed and excommunicated |
| ۱۵۱/۱۲   | ۱۷ ژوئیه ۱۰۴۸ – ۹ اوت ۱۰۴۸ (۲۳ روز)      |       | دامازوس دوم Papa DAMASUS Secundus                                      | Poppo                                            | Pildenau, دوک‌نشین باواریا، امپراتوری مقدس روم           | |
| ۱۵۲/۱۳   | ۱۲ فوریه ۱۰۴۹ – ۱۹ آوریل ۱۰۵۴ (۵ سال)    |       | پاپ قدیس لئون نهم Papa LEO Nonus                                       | Bruno, Count of Dagsbourg                        | اگوییسهایم، Duchy of Swabia, امپراتوری مقدس روم         | In 1054, Leo IX and Patriarch of Constantinople Michael I Cerularius excommunicated each other, beginning the still-existing جدایی شرق و غرب. |
| ۱۵۳/۱۴   | ۱۳ آوریل ۱۰۵۵ – ۲۸ ژوئیه ۱۰۵۷ (۲ سال)    |       | ویکتور دوم Papa VICTOR Secundus                                        | Gebhard, ویکتور دوم، Tollenstein, and Hirschberg | پادشاهی آلمان، امپراتوری مقدس روم                       | |
| ۱۵۴/۱۵   | ۲ اوت ۱۰۵۷ – ۲۹ مارس ۱۰۵۸ (۲۴۱ روز)      |       | استفان نهم (Stephen X), نظام سنت بندیکت Papa STEPHANUS Nonus (Decimus) | Frédéric de Lorraine                             | Lorraine (province), امپراتوری مقدس روم                 | Sometimes called Stephen X. Member of the نظام سنت بندیکت.                                                                                    |
| ۱۵۵/۱۶   | ۶ دسامبر ۱۰۵۸ – ۲۷ ژوئیه ۱۰۶۱ (۲ سال)    |       | پاپ نیکلاس دوم Papa NICOLAUS Secundus                                  | Gérard de Bourgogne                              | Mercury, Savoie, پادشاهی آرلس                           | |
| ۱۵۶/۱۷   | ۳۰ سپتامبر ۱۰۶۱ – ۲۱ آوریل ۱۰۷۳ (۱۱ سال) |       | پاپ الکساندر دوم Papa ALEXANDER Secundus                               | Anselmo da Baggio                                | میلان، پادشاهی ایتالیا (قرون وسطی), امپراتوری مقدس روم  | |
| ۱۵۷/۱۸   | ۲۲ آوریل ۱۰۷۳ – ۲۵ مه ۱۰۸۵ (۱۲ سال)      |       | پاپ قدیس گریگوری هفتم, نظام سنت بندیکت Papa GREGORIUS Septimus         | Hildebrand                                       | Sovana, پادشاهی ایتالیا (قرون وسطی), امپراتوری مقدس روم | Restricted the use of title "Papa" to the Bishop of رم. Member of the نظام سنت بندیکت.                                                        |
| ۱۵۸/۱۹   | ۲۴ مه ۱۰۸۶ – ۱۶ سپتامبر ۱۰۸۷ (۱ سال)     |       | Bd. ویکتور سوم, نظام سنت بندیکت Papa VICTOR Tertius                    | Desiderio; Desiderius; Dauferius                 | بنونتو، Duchy of Benevento                              | Member of the نظام سنت بندیکت. |
| ۱۵۹/۲۰   | ۱۲ مارس ۱۰۸۸ – ۲۹ ژوئیه ۱۰۹۹ (۱۱ سال)    |       | Bd. اوربان دوم, نظام سنت بندیکت Papa URBANUS Secundus                  | Odo of Lagery                                    | Lagery, County of Champagne, فرانسه                     | Started the نخستین جنگ صلیبی. Member of the نظام سنت بندیکت.                                                                                  |
| ۱۶۰/۲۱   | ۱۳ اوت ۱۰۹۹ – ۲۱ ژانویه ۱۱۱۸ (۱۸ سال)    |       | پاسکال دوم, نظام سنت بندیکت Papa PASCHALIS Secundus                    | Raniero                                          | Bleda (سانتا صوفیا), ایالات پاپی، امپراتوری مقدس روم    | Member of the نظام سنت بندیکت. |

#### سدهٔ دوازدهم میلادی
| به ترتیب | دوران تصدی                               | تصویر | نام انگلیسی • سلطنتی (لاتین)                        | نام اصلی                      | محل تولد                                                        | توضیحات |
| -------- | ---------------------------------------- | ----- | --------------------------------------------------- | ----------------------------- | --------------------------------------------------------------- | --- |
| ۱۶۱/۱    | ۲۴ ژانویه ۱۱۱۸ – ۲۸ ژانویه ۱۱۱۹ (۱ سال)  |       | گلاسیوس دوم, نظام سنت بندیکت Papa GELASIUS Secundus | Giovanni Coniulo              | گائتا، شاهزاده‌نشین کاپوآ                                        | Member of the نظام سنت بندیکت. |
| ۱۶۲/۲    | ۲ فوریه ۱۱۱۹ – ۱۳ دسامبر ۱۱۲۴ (۵ سال)    |       | کالیکتوس دوم Papa CALLISTUS Secundus                | Guido, Count of Burgundy      | Quingey, County of Burgundy, امپراتوری مقدس روم                 | Opened the First Council of the Lateran in 1123                                                                                             |
| ۱۶۳/۳    | ۱۵ دسامبر ۱۱۲۴ – ۱۳ فوریه ۱۱۳۰ (۵ سال)   |       | هونوریوس دوم, Can.Reg. Papa HONORIUS Secundus       | Lamberto Scannabecchi         | کاسالفیومانزه, ایالات پاپی، امپراتوری مقدس روم                  | Canon Regular of S. Maria di San Reno |
| ۱۶۴/۴    | ۱۴ فوریه ۱۱۳۰ – ۲۴ سپتامبر ۱۱۴۳ (۱۳ سال) |       | اینوسنت دوم, Can.Reg. Papa INNOCENTIUS Secundus     | Gregorio Papareschi           | رم، ایالات پاپی، امپراتوری مقدس روم                             | Canon Regular of Lateran; Convened the Second Council of the Lateran, 1139                                                                  |
| ۱۶۵/۵    | ۲۶ سپتامبر ۱۱۴۳ – ۸ مارس ۱۱۴۴ (۱۶۴ روز)  |       | سلستین دوم Papa COELESTINUS Secundus                | Guido                         | چیتا دی کاستلو، ایالات پاپی، امپراتوری مقدس روم                 | |
| ۱۶۶/۶    | ۱۲ مارس ۱۱۴۴ – ۱۵ فوریه ۱۱۴۵ (۳۴۰ روز)   |       | لوسیوس دوم, Can.Reg. Papa LUCIUS Secundus           | Gerardo Caccianemici dal Orso | بولونیا، ایالات پاپی، امپراتوری مقدس روم                        | Canon Regular of S. Frediano di Lucca |
| ۱۶۷/۷    | ۱۵ فوریه ۱۱۴۵ – ۸ ژوئیه ۱۱۵۳ (۸ سال)     |       | Bd. اوژن سوم, سیسترسی‌ها Papa EUGENIUS Tertius       | Bernardo da Pisa              | پیزا، جمهوری پیزا، امپراتوری مقدس روم                           | Member of the سیسترسی‌ها. |
| ۱۶۸/۸    | ۸ ژوئیه ۱۱۵۳ – ۳ دسامبر ۱۱۵۴ (۱ سال)     |       | آناستازیوس چهارم Papa ANASTASIUS Quartus            | Corrado Demetri della Suburra | رم، ایالات پاپی، امپراتوری مقدس روم                             | |
| ۱۶۹/۹    | ۴ دسامبر ۱۱۵۴ – ۱ سپتامبر ۱۱۵۹ (۴ سال)   |       | آدریان چهارم, Augustinians Papa HADRIANUS Quartus   | Nicholas Breakspear           | Abbots Langley, هرتفوردشایر، پادشاهی انگلند                     | First and only English pope; purportedly granted ایرلند to هنری دوم انگلستان، پادشاه انگاند. Member of the Augustinians.                    |
| ۱۷۰/۱۰   | ۷ سپتامبر ۱۱۵۹ – ۳۰ اوت ۱۱۸۱ (۲۱ سال)    |       | الکساندر سوم Papa ALEXANDER Tertius                 | Rolando                       | سیه‌نا، پادشاهی ایتالیا (قرون وسطی), امپراتوری مقدس روم          | Convened the Third Council of the Lateran, 1179                                                                                             |
| ۱۷۱/۱۱   | ۱ سپتامبر ۱۱۸۱ – ۲۵ نوامبر ۱۱۸۵ (۴ سال)  |       | لوسیوس سوم Papa LUCIUS Tertius                      | Ubaldo                        | لوکا (ایتالیا), پادشاهی ایتالیا (قرون وسطی), امپراتوری مقدس روم | |
| ۱۷۲/۱۲   | ۲۵ نوامبر ۱۱۸۵ – ۱۹ اکتبر ۱۱۸۷ (۱ سال)   |       | اوربان سوم Papa URBANUS Tertius                     | Uberto Crivelli               | کوجیونو, پادشاهی ایتالیا (قرون وسطی), امپراتوری مقدس روم        | |
| ۱۷۳/۱۳   | ۲۱ اکتبر ۱۱۸۷ – ۱۷ دسامبر ۱۱۸۷ (۵۷ روز)  |       | گریگوری هشتم, Can.Reg. Papa GREGORIUS Octavus       | Alberto di Morra              | بنونتو، ایالات پاپی، امپراتوری مقدس روم                         | Canon Regular Premostratense. Proposed the جنگ سوم صلیبی                                                                                    |
| ۱۷۴/۱۴   | ۱۹ دسامبر ۱۱۸۷ – ۲۰ مارس ۱۱۹۱ (۳ سال)    |       | کلمنت سوم Papa CLEMENS Tertius                      | Paolo Scolari                 | رم، ایالات پاپی، امپراتوری مقدس روم                             | |
| ۱۷۵/۱۵   | ۲۱ مارس ۱۱۹۱ – ۸ ژانویه ۱۱۹۸ (۶ سال)     |       | سلستین سوم Papa COELESTINUS Tertius                 | Giacinto Orsini family        | رم، ایالات پاپی، امپراتوری مقدس روم                             | |
| ۱۷۶/۱۶   | ۸ ژانویه ۱۱۹۸ – ۱۶ ژوئیه ۱۲۱۶ (۱۸ سال)   |       | اینوسنت سوم Papa INNOCENTIUS Tertius                | Lothario dei Conti di Segni   | Gavignano, ایالات پاپی، امپراتوری مقدس روم                      | Convened the Fourth Council of the Lateran, 1215. Initiated the جنگ صلیبی چهارم. Initiated the قرون وسطی Inquisition in اسپانیا and پرتغال. |

#### سدهٔ سیزدهم میلادی
| به ترتیب | دوران تصدی                                       | تصویر | نام انگلیسی • سلطنتی (لاتین)                                   | نام اصلی                                                | محل تولد                                                 | توضیحات |
| -------- | ------------------------------------------------ | ----- | -------------------------------------------------------------- | ------------------------------------------------------- | -------------------------------------------------------- | --- |
| ۱۷۷/۱    | ۱۸ ژوئیه ۱۲۱۶ – ۱۸ مارس ۱۲۲۷ (۱۰ سال، ۲۴۳ روز)   |       | هونوریوس سوم Papa HONORIUS Tertius                             | Cencio                                                  | رم، ایالات پاپی، امپراتوری مقدس روم                      | Initiated the جنگ صلیبی پنجم. |
| ۱۷۸/۲    | ۱۹ مارس ۱۲۲۷ – ۲۲ اوت ۱۲۴۱ (۱۴ سال، ۱۵۶ روز)     |       | گریگوری نهم Papa GREGORIUS Nonus                               | Ugolino dei Conti di Segni                              | اناگنی، ایالات پاپی، امپراتوری مقدس روم                  | Canonized Elisabeth of مجارستان، ۱۲۳۵. Initiated the Inquisition in فرانسه.                                                                       |
| ۱۷۹/۳    | ۲۵ اکتبر ۱۲۴۱ – ۱۰ نوامبر ۱۲۴۱ (۱۶ روز)          |       | سلستین چهارم Papa COELESTINUS Quartus                          | Goffredo Castiglioni                                    | میلان، پادشاهی ایتالیا (قرون وسطی), امپراتوری مقدس روم   | Died before coronation. |
| ۱۸۰/۴    | ۲۵ ژوئن ۱۲۴۳ – ۷ دسامبر ۱۲۵۴ (۱۱ سال، ۱۶۵ روز)   |       | اینوسنت چهارم Papa INNOCENTIUS Quartus                         | Sinibaldo Fieschi                                       | جنوا، جمهوری جنوا، امپراتوری مقدس روم                    | Convened the First Council of Lyons, 1245 |
| ۱۸۱/۵    | ۱۲ دسامبر ۱۲۵۴ – ۲۵ مه ۱۲۶۱ (۶ سال، ۱۶۴ روز)     |       | الکساندر چهارم Papa ALEXANDER Quartus                          | Rinaldo dei Conti di Jenne                              | Jenne, ایتالیا، ایالات پاپی، امپراتوری مقدس روم          | |
| ۱۸۲/۶    | ۲۹ اوت ۱۲۶۱ – ۲ اکتبر ۱۲۶۴ (۳ سال، ۳۴ روز)       |       | اوربان چهارم Papa URBANUS Quartus                              | Jacques Pantaléon                                       | تروای، County of Champagne, فرانسه                       | |
| ۱۸۳/۷    | ۵ فوریه ۱۲۶۵ – ۲۹ نوامبر ۱۲۶۸ (۳ سال، ۲۹۸ روز)   |       | کلمنت چهارم Papa CLEMENS Quartus                               | Gui Faucoi                                              | Saint-Gilles, Gard, لانگیدوک، فرانسه                     | |
| N/A      | ۲۹ نوامبر ۱۲۶۸ – ۱ سپتامبر ۱۲۷۱                  |       | دوره نبود پاپ                                                  | دوره نبود پاپ                                           | دوره نبود پاپ                                            | Almost ۳ سال Papal election, 1268–1271 without a valid pope elected. This was due to a deadlock among cardinals voting for the pope.              |
| ۱۸۴/۸    | ۱ سپتامبر ۱۲۷۱ – ۱۰ ژانویه ۱۲۷۶ (۴ سال، ۱۳۱ روز) |       | Bd. گریگوری دهم Papa GREGORIUS Decimus                         | Tebaldo House of Visconti                               | پیاچنزا، پادشاهی ایتالیا (قرون وسطی), امپراتوری مقدس روم | Convened the Second Council of Lyons, 1274. |
| ۱۸۵/۹    | ۲۱ ژانویه ۱۲۷۶ – ۲۲ ژوئن ۱۲۷۶ (۱۵۳ روز)          |       | Bd. اینوسنت پنجم, فرقه دومینیکن Papa INNOCENTIUS Quintus       | Pierre de Tarentaise                                    | County of Savoy, امپراتوری مقدس روم                      | Member of the فرقه دومینیکن. |
| ۱۸۶/۱۰   | ۱۱ ژوئیه ۱۲۷۶ – ۱۸ اوت ۱۲۷۶ (۳۸ روز)             |       | آدریان پنجم Papa HADRIANUS Quintus                             | Ottobuono Fieschi                                       | جنوا، جمهوری جنوا، امپراتوری مقدس روم                    | |
| ۱۸۷/۱۱   | ۸ سپتامبر ۱۲۷۶ – ۲۰ مه ۱۲۷۷ (۲۵۴ روز)            |       | ژان بیست‌ویکم Papa IOANNES Vicesimus Primus                     | Pedro Julião (a.k.a. Petrus Hispanus and Pedro Hispano) | لیسبون، پرتغال                                           | Due to a confusion over the Pope John (numbering) in the 13th سده، there was no Pope John XX. Killed in the collapse of his scientific laboratory |
| ۱۸۸/۱۲   | ۲۵ نوامبر ۱۲۷۷ – ۲۲ اوت ۱۲۸۰ (۲ سال، ۲۷۱ روز)    |       | نیکلاس سوم Papa NICOLAUS Tertius                               | Giovanni Gaetano Orsini                                 | رم، ایالات پاپی، امپراتوری مقدس روم                      | |
| ۱۸۹/۱۳   | ۲۲ فوریه ۱۲۸۱ – ۲۸ مارس ۱۲۸۵ (۴ سال، ۳۴ روز)     |       | مارتین چهارم Papa MARTINUS Quartus                             | Simon de Brion                                          | Meinpicien, Touraine, فرانسه                             | |
| ۱۹۰/۱۴   | ۲ آوریل ۱۲۸۵ – ۳ آوریل ۱۲۸۷ (۲ سال، ۱ روز)       |       | هونوریوس چهارم Papa HONORIUS Quartus                           | Giacomo Savelli                                         | رم، ایالات پاپی، امپراتوری مقدس روم                      | |
| ۱۹۱/۱۵   | ۲۲ فوریه ۱۲۸۸ – ۴ آوریل ۱۲۹۲ (۴ سال، ۴۲ روز)     |       | نیکلاس چهارم, فرقه فرانسیسکن Papa NICOLAUS Quartus             | Girolamo Masci                                          | Lisciano, ایالات پاپی، امپراتوری مقدس روم                | Member of the فرقه فرانسیسکن. |
| N/A      | ۴ آوریل ۱۲۹۲ – ۵ ژوئیه ۱۲۹۴                      |       | دوره نبود پاپ                                                  | دوره نبود پاپ                                           | دوره نبود پاپ                                            | ۲ سال Papal election, 1292–1294 without a valid pope elected. This was due to a deadlock among cardinals voting for the pope.                     |
| ۱۹۲/۱۶   | ۵ ژوئیه ۱۲۹۴ – ۱۳ دسامبر ۱۲۹۴ (۱۶۱ روز)          |       | پاپ قدیس سلستین پنجم, نظام سنت بندیکت Papa COELESTINUS Quintus | Pietro da Morrone                                       | Sant' Angelo Limosano, پادشاهی سیسیل                     | One of the few popes who resigned. Member of the نظام سنت بندیکت.                                                                                 |
| ۱۹۳/۱۷   | ۲۴ دسامبر ۱۲۹۴ – ۱۱ اکتبر ۱۳۰۳ (۸ سال، ۲۹۱ روز)  |       | بونیفاس هشتم Papa BONIFACIUS Octavus                           | Benedetto Caetani                                       | اناگنی، ایالات پاپی، امپراتوری مقدس روم                  | |

#### سدهٔ چهاردهم میلادی
| به ترتیب | دوران تصدی                                        | تصویر | نام انگلیسی • سلطنتی (لاتین)                               | نام اصلی                      | محل تولد                             | توضیحات |
| -------- | ------------------------------------------------- | ----- | ---------------------------------------------------------- | ----------------------------- | ------------------------------------ | --- |
| ۱۹۴/۱    | ۲۲ اکتبر ۱۳۰۳ – ۷ ژوئیه ۱۳۰۴ (۲۵۹ روز)            |       | Bd. بندیکت یازدهم, فرقه دومینیکن Papa BENEDICTUS Undecimus | Niccolò Boccasini             | Treviso, ایتالیا، امپراتوری مقدس روم | Member of the فرقه دومینیکن. |
| ۱۹۵/۲    | ۵ ژوئن ۱۳۰۵ – ۲۰ آوریل ۱۳۱۴ (۸ سال، ۳۱۹ روز)      |       | کلمنت پنجم Papa CLEMENS Quintus                            | Bertrand de Got               | Villandraut, Gascony, فرانسه         | Avignon Papacy. Convened the Council of Vienne, 1311–1312. Initiated the persecution of the Knights Templar with the Pastoralis Praeeminentiae under pressure from King Philip IV of فرانسه. |
| N/A      | ۲۰ آوریل ۱۳۱۴ – ۷ اوت ۱۳۱۶                        |       | دوره نبود پاپ                                              | دوره نبود پاپ                 | دوره نبود پاپ                        | ۲ سال Papal conclave, 1314-1316 without a valid pope elected. This was due to a deadlock among cardinals voting for the pope.                                                                |
| ۱۹۶/۳    | ۷ اوت ۱۳۱۶ – ۴ دسامبر ۱۳۳۴ (۱۸ سال، ۱۱۹ روز)      |       | ژان بیست‌ودوم Papa IOANNES Vicesimus Secundus               | Jacques d'Euse; Jacques Duèse | Cahors, Quercy, فرانسه               | Avignon Papacy |
| ۱۹۷/۴    | ۲۰ دسامبر ۱۳۳۴ – ۲۵ آوریل ۱۳۴۲ (۷ سال، ۱۲۶ روز)   |       | بندیکت دوازدهم, سیسترسی‌ها Papa BENEDICTUS Duodecimus       | Jacques Fournier              | Saverdun, County of Foix, فرانسه     | Avignon Papacy. Member of the سیسترسی‌ها. |
| ۱۹۸/۵    | ۷ مه ۱۳۴۲ – ۶ دسامبر ۱۳۵۲ (۱۰ سال، ۲۱۳ روز)       |       | کلمنت ششم, نظام سنت بندیکت Papa CLEMENS Sextus             | Pierre Roger                  | Maumont, Limousin, فرانسه            | Avignon Papacy |
| ۱۹۹/۶    | ۱۸ دسامبر ۱۳۵۲ – ۱۲ سپتامبر ۱۳۶۲ (۹ سال، ۲۶۸ روز) |       | اینوسنت ششم Papa INNOCENTIUS Sextus                        | Étienne Aubert                | Les Monts, Limousin, فرانسه          | Avignon Papacy |
| ۲۰۰/۷    | ۲۸ سپتامبر ۱۳۶۲ – ۱۹ دسامبر ۱۳۷۰ (۸ سال، ۸۲ روز)  |       | Bd. اوربان پنجم, نظام سنت بندیکت Papa URBANUS Quintus      | Guillaume (de) Grimoard       | Grizac, Languedoc, فرانسه            | Avignon Papacy. Member of the نظام سنت بندیکت. |
| ۲۰۱/۸    | ۳۰ دسامبر ۱۳۷۰ – ۲۶ مارس ۱۳۷۸ (۷ سال، ۸۶ روز)     |       | گریگوری یازدهم Papa GREGORIUS Undecimus                    | Pierre Roger de Beaufort      | Maumont, Limousin, فرانسه            | Avignon Papacy; returns to رم؛ last فرانسوی Pope |
| ۲۰۲/۹    | ۸ آوریل ۱۳۷۸ – ۱۵ اکتبر ۱۳۸۹ (۱۱ سال، ۱۹۰ روز)    |       | اوربان ششم Papa URBANUS Sextus                             | Bartolomeo Prignano           | ناپل، پادشاهی ناپل                   | دو دستگی غرب |
| ۲۰۳/۱۰   | ۲ نوامبر ۱۳۸۹ – ۱ اکتبر ۱۴۰۴ (۱۴ سال، ۳۳۴ روز)    |       | بونیفاس نهم Papa BONIFACIUS Nonus                          | Pietro Tomacelli              | ناپل، پادشاهی ناپل                   | دو دستگی غرب |

#### سدهٔ پانزدهم میلادی
- R  This pope resigned his office.
- B  The exact birth date of Innocent VIII and almost all popes prior to Eugene IV is unknown, therefore the lowest probable age has been assumed for this table.

| به ترتیب | دوران تصدی                                       | تصویر | نام انگلیسی • سلطنتی (لاتین)                     | نام اصلی                        | محل تولد                                 | سن شروع و اتمام در مقام پاپ بودن | توضیحات |
| -------- | ------------------------------------------------ | ----- | ------------------------------------------------ | ------------------------------- | ---------------------------------------- | -------------------------------- | --- |
| ۲۰۴/۱    | ۱۷ اکتبر ۱۴۰۴ – ۶ نوامبر ۱۴۰۶ (۲ سال، ۲۰ روز)    |       | اینوسنت هفتم Papa INNOCENTIUS Septimus           | Cosimo Gentile Migliorati       | سولمونا، پادشاهی ناپل                    | ۶۵ / ۶۷ [B]                      | دو دستگی غرب |
| ۲۰۵/۲    | ۳۰ نوامبر ۱۴۰۶ – ۴ ژوئیه ۱۴۱۵ (۸ سال، ۲۱۶ روز)   |       | گریگوری دوازدهم Papa GREGORIUS Duodecimus        | Angelo Correr                   | Venice, جمهوری ونیز                      | ۶۰ / ۶۹ [R][B]                   | دو دستگی غرب; abdicated during the Council of Constance, which had been called by his opponent Antipope John XXIII.                                                                                             |
| N/A      | ۴ ژوئیه ۱۴۱۵ – ۱۱ نوامبر ۱۴۱۷                    |       | دوره نبود پاپ                                    | دوره نبود پاپ                   | دوره نبود پاپ                            | دوره نبود پاپ                    | Two-سال period without a valid pope elected. |
| ۲۰۶/۳    | ۱۱ نوامبر ۱۴۱۷ – ۲۰ فوریه ۱۴۳۱ (۱۳ سال، ۱۰۱ روز) |       | مارتین پنجم Papa MARTINUS Quintus                | Oddone کولونا                   | Genazzano, Papal States                  | ۴۸ / ۶۲ [B]                      | Convened the Council of Basel, 1431 |
| ۲۰۷/۴    | ۳ مارس ۱۴۳۱ – ۲۳ فوریه ۱۴۴۷ (۱۵ سال، ۳۵۷ روز)    |       | اوژن چهارم, Augustinians Papa EUGENIUS Quartus   | Gabriele Condulmer              | Venice, Republic of Venice               | ۴۷ / ۶۳ [B]                      | Member of the Augustinians. Crowned Sigismund, امپراتوری مقدس روم emperor at رم in 1433. Transferred the Council of Basel to Ferrara. It was later transferred again, to Florence, because of the طاعون خیارکی. |
| ۲۰۸/۵    | ۶ مارس ۱۴۴۷ – ۲۴ مارس ۱۴۵۵ (۸ سال، ۱۸ روز)       |       | نیکلاس پنجم Papa NICOLAUS Quintus                | Tommaso Parentucelli            | Sarzana, Republic of Genoa               | ۴۹ / ۵۷                          | Held Jubilee (Christian) of 1450; crowned Frederick III, امپراتوری مقدس روم emperor at رم in 1452. |
| ۲۰۹/۶    | ۸ آوریل ۱۴۵۵ – ۶ اوت ۱۴۵۸ (۳ سال، ۱۲۰ روز)       |       | کالیکتوس سوم Papa CALLISTUS Tertius              | Alfonso de خاندان بورجیا        | Xàtiva, پادشاهی والنسیا، Crown of Aragon | ۷۶ / ۷۹                          | First Spanish pope |
| ۲۱۰/۷    | ۱۹ اوت ۱۴۵۸ – ۱۵ اوت ۱۴۶۴ (۵ سال، ۳۶۲ روز)       |       | پیوس دوم Papa PIUS Secundus                      | Enea Silvio Piccolomini         | Corsignano, Republic of Siena            | ۵۲ / ۵۸                          | |
| ۲۱۱/۸    | ۳۰ اوت ۱۴۶۴ – ۲۶ ژوئیه ۱۴۷۱ (۶ سال، ۳۳۰ روز)     |       | پل دوم Papa PAULUS Secundus                      | Pietro Barbo                    | Venice, Republic of Venice               | ۴۷ / ۵۴                          | Nephew of Eugene IV |
| ۲۱۲/۹    | ۹ اوت ۱۴۷۱ – ۱۲ اوت ۱۴۸۴ (۱۳ سال، ۳ روز)         |       | سیکتوس چهارم, فرقه فرانسیسکن Papa XYSTUS Quartus | Francesco della Rovere          | Celle Ligure, Republic of Genoa          | ۵۷ / ۷۰                          | Member of the فرقه فرانسیسکن. Commissioned the کلیسای سیستین. Authorized an Inquisition targeting converted (Jewish) Christians in اسپانیا، at the request of فرمانروایان کاتولیک.                              |
| ۲۱۳/۱۰   | ۲۹ اوت ۱۴۸۴ – ۲۵ ژوئیه ۱۴۹۲ (۷ سال، ۳۳۱ روز)     |       | اینوسنت هشتم Papa INNOCENTIUS Octavus            | Giovanni Battista Cybo          | Genoa, Republic of Genoa                 | ۵۱ / ۵۹ [B]                      | Appointed توماس دو تورکمادا |
| ۲۱۴/۱۱   | ۱۱ اوت ۱۴۹۲ – ۱۸ اوت ۱۵۰۳ (۱۱ سال، ۷ روز)        |       | الکساندر ششم Papa ALEXANDER Sextus               | Rodrigo de Lanzòl-خاندان بورجیا | Xàtiva, پادشاهی والنسیا، Crown of Aragon | ۶۱ / ۷۲                          | Nephew of Callixtus III. Father to چزاره بورجیا and لوکرتزیا بورجیا. Divided the extra-اروپایی world between اسپانیا and پرتغال in 1493 by the Bull Inter caetera.                                              |

### سده‌های شانزدهم تا بیستم میلادی

#### سدهٔ شانزدهم میلادی
| به ترتیب | دوران تصدی                                              | تصویر | نام انگلیسی • سلطنتی (لاتین)                            | نام اصلی                             | محل تولد                                                               | سن شروع و اتمام در مقام پاپ بودن | توضیحات |
| -------- | ------------------------------------------------------- | ----- | ------------------------------------------------------- | ------------------------------------ | ---------------------------------------------------------------------- | -------------------------------- | --- |
| ۲۱۵/۱    | ۲۲ سپتامبر ۱۵۰۳ – ۱۸ اکتبر ۱۵۰۳ (۲۶ روز)                |       | پیوس سوم Papa PIUS Tertius                              | Francesco Todeschini Piccolomini     | Siena, Republic of Siena                                               | ۶۴ / ۶۴                          | Nephew of Pius II |
| ۲۱۶/۲    | ۳۱ اکتبر ۱۵۰۳ – ۲۱ فوریه ۱۵۱۳ (۹ سال، ۱۱۳ روز)          |       | ژولیوس دوم Papa IULIUS Secundus                         | Giuliano della Rovere                | Albisola, Republic of Genoa                                            | ۵۹ / ۶۹                          | Nephew of Sixtus IV; Convened the Fifth Council of the Lateran, 1512. Took effective control of the whole territory of the ایالات پاپی for the first time. Commissioned میکل‌آنجلو to paint the Sistine Chapel ceiling. Proposed plans for rebuilding of کلیسای سن پیر |
| ۲۱۷/۳    | ۹ مارس ۱۵۱۳ – ۱ دسامبر ۱۵۲۱ (۸ سال، ۲۶۷ روز)            |       | لئون دهم Papa LEO Decimus                               | Giovanni di Lorenzo de' خاندان مدیچی | Florence, جمهوری فلورانس                                               | ۳۷ / ۴۵                          | Son of لورنتزوی مدیچی. Excommunicated مارتین لوتر. Extended the Spanish Inquisition into پرتغال. |
| ۲۱۸/۴    | ۹ ژانویه ۱۵۲۲ – ۱۴ سپتامبر ۱۵۲۳ (۱ سال، ۲۴۸ روز)        |       | آدریان ششم Papa HADRIANUS Sextus                        | Adriaan Floriszoon Boeyens           | Utrecht, Bishopric of Utrecht, امپراتوری مقدس روم (presently The هلند) | ۶۲ / ۶۴                          | The only Dutch pope. Last non-Italian to be elected pope until ژان پل دوم in 1978. The tutor of Emperor کارل پنجم |
| ۲۱۹/۵    | ۲۶ نوامبر ۱۵۲۳ – ۲۵ سپتامبر ۱۵۳۴ (۱۰ سال، ۳۰۳ روز)      |       | کلمنت هفتم Papa CLEMENS Septimus                        | Giulio di Giuliano de' خاندان مدیچی  | Florence, Republic of Florence                                         | ۴۵ / ۵۶                          | Cousin of Leo X. رم plundered by imperial troops ("Sack of رم (۱۵۲۷)"), ۱۵۲۷. He forbade the divorce of هنری هشتم انگلستان and crowned Charles V Emperor at بولونیا in 1530. His niece کاترین مدیچی was married to the future آنری دوم.                               |
| ۲۲۰/۶    | ۱۳ اکتبر ۱۵۳۴ – ۱۰ نوامبر ۱۵۴۹ (۱۵ سال، ۲۸ روز)         |       | پل سوم Papa PAULUS Tertius                              | Alessandro House of Farnese          | Canino, Lazio, Papal States                                            | ۶۶ / ۸۱                          | Opened the شورای ترنت in 1545. His illegitimate son became the first Duke of Parma. |
| ۲۲۱/۷    | ۷ فوریه ۱۵۵۰ – ۲۹ مارس ۱۵۵۵ (۵ سال، ۵۰ روز)             |       | ژولیوس سوم Papa IULIUS Tertius                          | Giovanni Maria Ciocchi del Monte     | رم، Papal States                                                       | ۶۲ / ۶۷                          | |
| ۲۲۲/۸    | ۹ آوریل ۱۵۵۵ – ۳۰ آوریل or ۱ مه ۱۵۵۵ (۰ سال، 21/22 روز) |       | مارسلوس دوم Papa MARCELLUS Secundus                     | Marcello Cervini                     | Montefano, مارس e, Papal States                                        | ۵۳ / ۵۳                          | Last to use birth name as regnal name |
| ۲۲۳/۹    | ۲۳ مه ۱۵۵۵ – ۱۸ اوت ۱۵۵۹ (۴ سال، ۸۷ روز)                |       | پل چهارم, Theatines Papa PAULUS Quartus                 | Giovanni Pietro Carafa               | Capriglia Irpina, Campania, پادشاهی ناپل                               | ۷۸ / ۸۳                          | |
| ۲۲۴/۱۰   | ۲۶ دسامبر ۱۵۵۹ – ۹ دسامبر ۱۵۶۵ (۵ سال، ۳۴۸ روز)         | 70px  | پیوس چهارم Papa PIUS Quartus                            | Giovanni Angelo Medici               | Milan, دوک‌نشین میلان                                                   | ۶۰ / ۶۶                          | Reopened the شورای ترنت، ۱۵۶۲، it concluded its proceedings in 1563 |
| ۲۲۵/۱۱   | ۷ ژانویه ۱۵۶۶ – ۱ مه ۱۵۷۲ (۶ سال، ۱۱۵ روز)              |       | پاپ قدیس پیوس پنجم, فرقه دومینیکن Papa PIUS Quintus     | Michele Ghislieri                    | Bosco, Duchy of Milan                                                  | ۶۱ / ۶۸                          | Member of the فرقه دومینیکن. Excommunicated الیزابت اول انگلستان، ۱۵۷۰. Victory of Lepanto 1571 |
| ۲۲۶/۱۲   | ۱۳ مه ۱۵۷۲ – ۱۰ آوریل ۱۵۸۵ (۱۲ سال، ۳۳۲ روز)            |       | گریگوری سیزدهم Papa GREGORIUS Tertius Decimus           | Ugo Boncompagni                      | Bologna, Papal States                                                  | ۷۰ / ۸۳                          | گاه‌شماری میلادی ۱۵۸۲ |
| ۲۲۷/۱۳   | ۲۴ آوریل ۱۵۸۵ – ۲۷ اوت ۱۵۹۰ (۵ سال، ۱۲۵ روز)            |       | سیکتوس پنجم, Conventual Franciscans Papa XYSTUS Quintus | Felice Peretti                       | Grottammare, مارس e, Papal States                                      | ۶۳ / ۶۸                          | Member of the Conventual Franciscans. |
| ۲۲۸/۱۴   | ۱۵ سپتامبر ۱۵۹۰ – ۲۷ سپتامبر ۱۵۹۰ (۱۲ روز)              |       | اوربان هفتم Papa URBANUS Septimus                       | Giovanni Battista Castagna           | رم، Papal States                                                       | ۶۹ / ۶۹                          | Shortest-reigning pope; died before coronation. |
| ۲۲۹/۱۵   | ۵ دسامبر ۱۵۹۰ – ۱۵/۱۶ اکتبر ۱۵۹۱ (۰ سال، 314/315 روز)   |       | گریگوری چهاردهم Papa GREGORIUS Quartus Decimus          | Niccolò Sfondrati                    | Somma Lombardo, Duchy of Milan                                         | ۵۵ / ۵۶                          | |
| ۲۳۰/۱۶   | ۲۹ اکتبر ۱۵۹۱ – ۳۰ دسامبر ۱۵۹۱ (۶۲ روز)                 |       | اینوسنت نهم Papa INNOCENTIUS Nonus                      | Giovanni Antonio Facchinetti         | Bologna, Papal States                                                  | ۷۲ / ۷۲                          | |
| ۲۳۱/۱۷   | ۳۰ ژانویه ۱۵۹۲ – ۳ مارس ۱۶۰۵ (۱۳ سال، ۳۲ روز)           |       | کلمنت هشتم Papa CLEMENS Octavus                         | Ippolito Aldobrandini                | Fano, مارس e, Papal States                                             | ۵۵ / ۶۹                          | |

#### سدهٔ هفدهم میلادی
| به ترتیب | دوران تصدی                                             | تصویر | نام انگلیسی • سلطنتی (لاتین)                   | نام اصلی                              | محل تولد                        | سن شروع و اتمام در مقام پاپ بودن | توضیحات                                                             |
| -------- | ------------------------------------------------------ | ----- | ---------------------------------------------- | ------------------------------------- | ------------------------------- | -------------------------------- | ------------------------------------------------------------------- |
| ۲۳۲/۱    | ۱ آوریل ۱۶۰۵ – ۲۷ آوریل ۱۶۰۵ (۲۶ روز)                  |       | لئون یازدهم Papa LEO Undecimus                 | Alessandro Ottaviano de' خاندان مدیچی | Florence, دوک‌نشین فلورانس       | ۶۹ / ۶۹                          |                                                                     |
| ۲۳۳/۲    | ۱۶ مه ۱۶۰۵ – ۲۸ ژانویه ۱۶۲۱ (۱۵ سال، ۲۵۷ روز)          |       | پل پنجم Papa PAULUS Quintus                    | Camillo Borghese                      | رم، Papal States                | ۵۲ / ۶۸                          | Known for building projects, including the facade of کلیسای سن پیر. |
| ۲۳۴/۳    | ۹ فوریه ۱۶۲۱ – ۸ ژوئیه ۱۶۲۳ (۲ سال، ۱۴۹ روز)           |       | گریگوری پانزدهم Papa GREGORIUS Quintus Decimus | Alessandro Ludovisi                   | Bologna, Papal States           | ۶۷ / ۶۹                          |                                                                     |
| ۲۳۵/۴    | ۶ اوت ۱۶۲۳ – ۲۹ ژوئیه ۱۶۴۴ (۲۰ سال، ۳۵۸ روز)           |       | اوربان هشتم Papa URBANUS Octavus               | Maffeo Barberini                      | Florence, دوک‌نشین بزرگ توسکانی  | ۵۵ / ۷۶                          | Trial against گالیلئو گالیله                                        |
| ۲۳۶/۵    | ۱۵ سپتامبر ۱۶۴۴ – ۷ ژانویه ۱۶۵۵ (۱۰ سال، ۱۱۴ روز)      |       | اینوسنت دهم Papa INNOCENTIUS Decimus           | Giovanni Battista Pamphilj            | رم، Papal States                | ۷۰ / ۸۰                          |                                                                     |
| ۲۳۷/۶    | ۷ آوریل ۱۶۵۵ – ۲۲ مه ۱۶۶۷ (۱۲ سال، ۴۵ روز)             |       | الکساندر هفتم Papa ALEXANDER Septimus          | Fabio House of Chigi                  | Siena, دوک‌نشین بزرگ توسکانی     | ۵۶ / ۶۸                          |                                                                     |
| ۲۳۸/۷    | ۲۰ ژوئن ۱۶۶۷ – ۹ دسامبر ۱۶۶۹ (۲ سال، ۱۷۲ روز)          |       | کلمنت نهم Papa CLEMENS Nonus                   | Giulio Rospigliosi                    | Pistoia, Grand Duchy of Tuscany | ۶۷ / ۶۹                          |                                                                     |
| ۲۳۹/۸    | ۲۹ آوریل ۱۶۷۰ – ۲۲ ژوئیه ۱۶۷۶ (۶ سال، ۸۴ روز)          |       | کلمنت دهم Papa CLEMENS Decimus                 | Emilio Altieri                        | رم، Papal States                | ۷۹ / ۸۶                          |                                                                     |
| ۲۴۰/۹    | ۲۱ سپتامبر ۱۶۷۶ – ۱۱/۱۲ اوت ۱۶۸۹ (۱۲ سال، 324/325 روز) |       | Bd. اینوسنت یازدهم Papa INNOCENTIUS Undecimus  | Benedetto Odescalchi                  | Como, Duchy of Milan            | ۶۵ / ۷۸                          |                                                                     |
| ۲۴۱/۱۰   | ۶ اکتبر ۱۶۸۹ – ۱ فوریه ۱۶۹۱ (۱ سال، ۱۱۸ روز)           |       | الکساندر هشتم Papa ALEXANDER Octavus           | Pietro Vito Ottoboni                  | Venice, Republic of Venice      | ۷۹ / ۸۰                          |                                                                     |
| ۲۴۲/۱۱   | ۱۲ ژوئیه ۱۶۹۱ – ۲۷ سپتامبر ۱۷۰۰ (۹ سال، ۷۷ روز)        |       | اینوسنت دوازدهم Papa INNOCENTIUS Duodecimus    | Antonio Pignatelli                    | Spinazzola, پادشاهی ناپل        | ۷۶ / ۸۵                          |                                                                     |
| ۲۴۳/۱۲   | ۲۳ نوامبر ۱۷۰۰ – ۱۹ مارس ۱۷۲۱ (۲۰ سال، ۱۱۶ روز)        |       | کلمنت یازدهم Papa CLEMENS Undecimus            | Giovanni Francesco Albani             | Urbino, مارس e, Papal States    | ۵۱ / ۷۱                          | Chinese Rites controversy                                           |

#### سدهٔ هجدهم میلادی
| به ترتیب | دوران تصدی                                    | تصویر | نام انگلیسی • سلطنتی (لاتین)                                       | نام اصلی                                      | محل تولد                                 | سن شروع و اتمام در مقام پاپ بودن | توضیحات |
| -------- | --------------------------------------------- | ----- | ------------------------------------------------------------------ | --------------------------------------------- | ---------------------------------------- | -------------------------------- | --- |
| ۲۴۴/۱    | ۸ مه ۱۷۲۱ – ۷ مارس ۱۷۲۴ (۲ سال، ۳۰۴ روز)      |       | اینوسنت سیزدهم Papa INNOCENTIUS Tertius Decimus                    | Michelangelo de’ Conti                        | Poli, Lazio, Papal States                | ۶۵ / ۶۸                          | |
| ۲۴۵/۲    | ۲۹ مه ۱۷۲۴ – ۲۱ فوریه ۱۷۳۰ (۵ سال، ۲۶۸ روز)   |       | بندیکت سیزدهم, فرقه دومینیکن Papa BENEDICTUS Tertius Decimus       | PierFrancesco Orsini                          | Gravina in Puglia, پادشاهی ناپل          | ۷۵ / ۸۱                          | Member of the فرقه دومینیکن. |
| ۲۴۶/۳    | ۱۲ ژوئیه ۱۷۳۰ – ۶ فوریه ۱۷۴۰ (۹ سال، ۲۰۹ روز) |       | کلمنت دوازدهم Papa CLEMENS Duodecimus                              | Lorenzo Corsini                               | Florence, Grand Duchy of Tuscany         | ۷۸ / ۸۷                          | |
| ۲۴۷/۴    | ۱۷ اوت ۱۷۴۰ – ۳ مه ۱۷۵۸ (۱۷ سال، ۲۵۹ روز)     |       | بندیکت چهاردهم Papa BENEDICTUS Quartus Decimus                     | Prospero Lorenzo Lambertini                   | Bologna, Papal States                    | ۶۵ / ۸۳                          | |
| ۲۴۸/۵    | ۶ ژوئیه ۱۷۵۸ – ۲ فوریه ۱۷۶۹ (۱۰ سال، ۲۱۱ روز) |       | کلمنت سیزدهم Papa CLEMENS Tertius Decimus                          | Carlo della Torre Rezzonico                   | Venice, Republic of Venice               | ۶۵ / ۷۵                          | |
| ۲۴۹/۶    | ۱۹ مه ۱۷۶۹ – ۲۲ سپتامبر ۱۷۷۴ (۵ سال، ۱۲۶ روز) |       | کلمنت چهاردهم, Conventual Franciscans Papa CLEMENS Quartus Decimus | Giovanni Vincenzo Antonio Ganganelli          | Sant' Arcangelo di Romagna, Papal States | ۶۳ / ۶۸                          | Member of the Conventual Franciscans. Suppressed the انجمن عیسی. |
| ۲۵۰/۷    | ۱۵ فوریه ۱۷۷۵ – ۲۹ اوت ۱۷۹۹ (۲۴ سال، ۱۹۵ روز) |       | پیوس ششم Papa PIUS Sextus                                          | Count Giovanni Angelo Braschi                 | Cesena, Papal States                     | ۵۷ / ۸۱                          | Condemned the انقلاب فرانسه and was expelled from the Papal States by فرانسوی troops from 1798 until his death.                                                                 |
| ۲۵۱/۸    | ۱۴ مارس ۱۸۰۰ – ۲۰ اوت ۱۸۲۳ (۲۳ سال، ۱۵۹ روز)  |       | پیوس هفتم, نظام سنت بندیکت Papa PIUS Septimus                      | Count Barnaba Niccolò Maria Luigi Chiaramonti | Cesena, Papal States                     | ۵۷ / ۸۱                          | Member of the نظام سنت بندیکت. Present at ناپلئون بناپارت coronation as Emperor of the French. Temporarily expelled from the Papal States by the فرانسوی between 1809 and 1814. |

#### سدهٔ نوزدهم میلادی
| به ترتیب | دوران تصدی                                       | تصویر | نام انگلیسی • سلطنتی (لاتین)                                   | نام اصلی                                                                          | محل تولد                                                         | سن شروع و اتمام در مقام پاپ بودن | توضیحات |
| -------- | ------------------------------------------------ | ----- | -------------------------------------------------------------- | --------------------------------------------------------------------------------- | ---------------------------------------------------------------- | -------------------------------- | --- |
| ۲۵۲/۱    | ۲۸ سپتامبر ۱۸۲۳ – ۱۰ فوریه ۱۸۲۹ (۵ سال، ۱۳۵ روز) |       | لئون دوازدهم Papa LEO Duodecimus                               | Count Annibale Francesco Clemente Melchiore Girolamo Nicola Sermattei della Genga | Genga or Spoleto, Papal States                                   | ۶۳ / ۶۸                          | |
| ۲۵۳/۲    | ۳۱ مارس ۱۸۲۹ – ۱ دسامبر ۱۸۳۰ (۱ سال، ۲۴۵ روز)    |       | پیوس هشتم Papa PIUS Octavus                                    | Francesco Saverio Castiglioni                                                     | Cingoli, مارس e, Papal States                                    | ۶۷ / ۶۹                          | |
| ۲۵۴/۳    | ۲ فوریه ۱۸۳۱ – ۱ ژوئن ۱۸۴۶ (۱۵ سال، ۱۱۹ روز)     |       | گریگوری شانزدهم, Camaldolese Papa GREGORIUS Sextus Decimus     | Bartolomeo Alberto Cappellari                                                     | Belluno, Republic of Venice                                      | ۶۵ / ۸۰                          | Member of the Camaldolese. The last non-bishop to be elected |
| ۲۵۵/۴    | ۱۶ ژوئن ۱۸۴۶ – ۷ فوریه ۱۸۷۸ (۳۱ سال، ۲۳۶ روز)    |       | Bd. پیوس نهم, Secular Franciscan Order Papa PIUS Nonus         | Count Giovanni Maria Mastai-Ferretti                                              | Senigallia, مارس e, Papal States                                 | ۵۴ / ۸۵                          | Opened First Vatican Council; lost the ایالات پاپی to ایتالیا. Longest serving pope in history (see پاپ.)                                                                                          |
| ۲۵۶/۵    | ۲۰ فوریه ۱۸۷۸ – ۲۰ ژوئیه ۱۹۰۳ (۲۵ سال، ۱۵۰ روز)  |       | لئون سیزدهم, Secular Franciscan Order Papa LEO Tertius Decimus | Gioacchino Vincenzo Raffaele Luigi Pecci                                          | Carpineto Romano, رم département, امپراتوری فرانسه (now ایتالیا) | ۶۷ / ۹۳                          | Issued the encyclical on social teaching, Rerum Novarum (On Capital and Labor) and supported مردم‌سالاری مسیحی as against communism; the third-longest reigning pope after پیوس نهم and ژان پل دوم. |

#### سدهٔ بیستم میلادی
| به ترتیب | دوران تصدی                                       | تصویر | نام انگلیسی • سلطنتی (لاتین)                                       | نام اصلی                                       | محل تولد                                 | Age at start/end of papacy | توضیحات |
| -------- | ------------------------------------------------ | ----- | ------------------------------------------------------------------ | ---------------------------------------------- | ---------------------------------------- | -------------------------- | --- |
| ۲۵۷/۱    | ۴ اوت ۱۹۰۳ – ۲۰ اوت ۱۹۱۴ (۱۱ سال، ۱۶ روز)        |       | پاپ قدیس پیوس دهم Papa PIUS Decimus                                | Giuseppe Melchiorre Sarto                      | Riese, Lombardy-Venetia, امپراتوری اتریش | ۶۸ / ۷۹                    | Encouraged and expanded reception of Holy Communion. Most recent pope to be قدیس‌شدن. |
| ۲۵۸/۲    | ۳ سپتامبر ۱۹۱۴ – ۲۲ ژانویه ۱۹۲۲ (۷ سال، ۱۴۱ روز) |       | بندیکت پانزدهم Papa BENEDICTUS Quintus Decimus                     | Giacomo Paolo Giovanni Battista della Chiesa   | Genoa, پادشاهی ساردینتا                  | ۵۹ / ۶۷                    | Credited for intervening for peace during World War I. Remembered by بندیکت شانزدهم as "prophet of peace". |
| ۲۵۹/۳    | ۶ فوریه ۱۹۲۲ – ۱۰ فوریه ۱۹۳۹ (۱۷ سال، ۴ روز)     |       | پیوس یازدهم Papa PIUS Undecimus                                    | Achille Ambrogio Damiano Ratti                 | Desio, Lombardy-Venetia, امپراتوری اتریش | ۶۴ / ۸۱                    | Signed the پیمان لاتران with ایتالیا، establishing the واتیکان as a sovereign state. |
| ۲۶۰/۴    | ۲ مارس ۱۹۳۹ – ۹ اکتبر ۱۹۵۸ (۱۹ سال، ۲۲۱ روز)     |       | Ven. پیوس دوازدهم Papa PIUS Duodecimus                             | Eugenio Maria Giuseppe Giovanni Pacelli        | رم، ایتالیا                              | ۶۳ / ۸۲                    | Invoked papal infallibility in encyclical Munificentissimus Deus. |
| ۲۶۱/۵    | ۲۸ اکتبر ۱۹۵۸ – ۳ ژوئن ۱۹۶۳ (۴ سال، ۲۱۸ روز)     |       | Bd. ژان بیست‌وسوم Papa IOANNES Vicesimus Tertius                    | Angelo Giuseppe Roncalli                       | Sotto il Monte, Bergamo, ایتالیا         | ۷۶ / ۸۱                    | Opened شورای واتیکانی دوم; sometimes called "Good Pope John". |
| ۲۶۲/۶    | ۲۱ ژوئن ۱۹۶۳ – ۶ اوت ۱۹۷۸ (۱۵ سال، ۴۶ روز)       |       | Servant of God پل ششم Papa PAULUS Sextus                           | Giovanni Battista Enrico Antonio Maria Montini | Concesio, Brescia, ایتالیا               | ۶۵ / ۸۰                    | The last pope to be crowned with the Papal Tiara. First pope to travel to the آمریکا. Concluded شورای واتیکانی دوم. |
| ۲۶۳/۷    | ۲۶ اوت ۱۹۷۸ – ۲۸ سپتامبر ۱۹۷۸ (۳۳ روز)           |       | Servant of God ژان پل یکم Papa IOANNES PAULUS Primus               | Albino Luciani                                 | کاناله داگوردو، Veneto, ایتالیا          | ۶۵ / ۶۵                    | First pope to use 'the First' in regnal name. First pope with two names, for his two immediate predecessors. Died early into a charismatic reign.                                                                           |
| ۲۶۴/۸    | ۱۶ اکتبر ۱۹۷۸ – ۲ آوریل ۲۰۰۵ (۲۶ سال، ۱۶۸ روز)   |       | Ven. ژان پل دوم (John Paul the Great) Papa IOANNES PAULUS Secundus | Karol Józef Wojtyła                            | Wadowice, لهستان                         | ۵۸ / ۸۴                    | First لهستان pope and first non-Italian pope in ۴۵۵ سال. Canonized more saints than all predecessors. Traveled extensively. Longest serving pope since پیوس نهم (۱۸۴۶–۱۸۷۸) and 2nd longest serving pope to date (see پاپ.) |

### سدهٔ بیست و یکم میلادی
| به ترتیب | دوران تصدی                                            | تصویر                      | نام انگلیسی • سلطنتی (لاتین)                  | نام اصلی               | محل تولد                             | سن شروع و اتمام در مقام پاپ بودن | توضیحات |
| -------- | ----------------------------------------------------- | -------------------------- | --------------------------------------------- | ---------------------- | ------------------------------------ | -------------------------------- | --- |
| ۲۶۵/۱    | ۱۹ آوریل ۲۰۰۵ – ۲۸ فوریه ۲۰۱۳ (۷ سال، ۳۱۵ روز) (2872) |                            | بندیکت شانزدهم Papa BENEDICTUS Sextus Decimus | Joseph Alois Ratzinger | مارکتل، بایرن، آلمان                 | ۷۸ / ۸۵                          | First فهرست پاپ‌های کلیسای کاتولیک روم از استفان نهم in 1057. Oldest to become pope since کلمنت دوازدهم in 1730.                                                                            |
| ۲۶۶/۲    | ۱۳ مارس ۲۰۱۳ – ۲۱ آوریل ۲۰۲۵ (۱۲ سال، ۳۹ روز) (4422)  | Photograph of Pope Francis | فرانسیس Papa FRANCISCUS                       | Jorge Mario Bergoglio  | بوئنوس آیرس، آرژانتین                | ۷۶ / ۸۸                          | First pope born outside Europe since گریگوری سوم (731–741) and the first from the قاره آمریکا. First pope from آمریکای جنوبی and the first from the نیم‌کره جنوبی.                          |
| ۲۶۷/۳    | ۸ مه ۲۰۲۵ – (۶۸ روز) (68)                             |                            | لئون چهاردهم Papa LEO Quartus Decimus         | Robert Francis Prevost | شیکاگو، ایلینوی، ایالات متحده آمریکا | ۶۹                               | First pope from آمریکای شمالی, and the second from the قاره آمریکا. First pope from an کشور انگلیسی‌زبان since آدریان چهارم in the 12th century. First pope to be born after جنگ جهانی دوم. |

## فرقه‌های مذهبی
۵۲ پاپ و ۶ پادپاپ عضو فرقه‌های مذهبی بوده‌اند، شامل ۱۲ عضو دسته سوم. آنها به ترتیب زیر فهرست شده‌اند:
| خانواده         | فرقه                             | تعداد | پاپ‌ها | مجموع |
| --------------- | -------------------------------- | ----- | --- | ----- |
| آگوستینیان      | محفل سنت آگوستین                 | ۲     | اوژن چهارم، پاپ لئون چهاردهم | ۷     |
| آگوستینیان      | Canons Regular                   | ۴     | پاپ هونوریوس دوم، اینوسنت دوم، لوسیوس دوم، پاپ آدریان چهارم | ۷     |
| آگوستینیان      | Premonstratense                  | ۱     | پاپ گریگوری هشتم | ۷     |
| نظام سنت بندیکت | نظام سنت بندیکت                  | ۲۲    | پاپ گریگوری یکم، بونیفاس چهارم، آدئوداتوس دوم، لئون چهارم، ژان نهم، لئون هفتم، جان شانزدهم, سیلوستر دوم، پاپ سرجیوس چهارم، استفان نهم، پاپ گریگوری هفتم، پاپ ویکتور سوم، پاپ اوربان دوم، پاپ پاسکال دوم، آدالبرت, گلاسیوس دوم، آناکلتوس دوم, کالیستوس سوم, سلستین پنجم، پاپ کلمنت ششم، پاپ اوربان پنجم، پیوس هفتم | ۲۳    |
| نظام سنت بندیکت | Camaldolese                      | ۱     | پاپ گریگوری شانزدهم | ۲۳    |
| سیسترسی‌ها       | سیسترسی‌ها                        | ۲     | اوژن سوم، پاپ بندیکت دوازدهم | ۲     |
| دومینیکن‌ها      | دومینیکن‌ها                       | ۷     | اینوسنت پنجم، پاپ بندیکت یازدهم، نیکلاس پنجم، پیوس پنجم، پاپ بندیکت سیزدهم، پاپ بندیکت پانزدهم | ۷     |
| فرانسیسکن‌ها     | فرقه فرانسیسکن                   | ۵     | نیکلاس چهارم، نیکولاس پنجم, الکساندر پنجم, پاپ سیکستوس چهارم، ژولیوس دوم | ۱۷    |
| فرانسیسکن‌ها     | Order of Friars Minor Conventual | ۲     | سیکستوس پنجم، پاپ کلمنت چهاردهم | ۱۷    |
| فرانسیسکن‌ها     | Secular Franciscan Order         | ۱۰    | پاپ گریگوری نهم، پاپ گریگوری دهم، پاپ مارتین پنجم، اینوسنت دوازدهم، کلمنت دوازدهم، پیوس نهم، لئون سیزدهم، پیوس دهم، پاپ پیوس یازدهم، ژان بیست‌وسوم | ۱۷    |
| یسوعی‌ها         | یسوعی‌ها                          | ۱     | پاپ فرانسیس | ۱     |
| Theatines       | Theatines                        | ۱     | پل چهارم | ۱     |
| مجموع           | مجموع                            | ۵۸    | | ۵۸    |

## توضیحاتی در مورد رتبه‌بندی پاپ‌ها
A number of anomalies in the list given above need further explanation:
- Antipope Felix II (356–357), Boniface VII (۹۷۴، ۹۸۴–۹۸۵), Antipope John XVI (997–998), Antipope Benedict X (۱۰۵۸–۱۰۵۹) and Antipope Alexander V (۱۴۰۹–۱۴۱۰) are not listed because they are considered پادپاپs.[۳]
- The numbering of popes named Felix has been amended to omit antipope Antipope Felix II. However, most lists still call the last two Felixes فلیکس سوم and فلیکس چهارم. Additionally, there was an antipope antipope Felix V.[۳]
- There has never been a pope Pope John XX as a result of confusion of the numbering system in the 11th سده.[۴]
- استفان (پاپ), who died before being consecrated, has not been on the Vatican's official list of popes since 1961, but appears on lists dating from before 1960.[۴] The numbering of following popes called Stephen are nowaروز given as استفان دوم to استفان نهم، rather than Stephen III to Stephen X.
- When Simon de Brion became pope in 1281, he chose to be called Martin. At that time, مارینوس یکم and مارینوس دوم were mistakenly considered to be Martin II and Martin III respectively, and so, erroneously, Simon de Brion became مارتین چهارم.[۵]
- Pope دونوس، said to have reigned about 974, never existed. The belief resulted from the confusion of the title dominus (lord) with a proper name. (Pope Joan also probably never existed; however, legends about her می have originated from stories about the pornocracy.)[۶]
- The status of Antipope John XXIII was uncertain for hundreds of سال، and was finally settled in 1958 when Angelo Giuseppe Roncalli announced his own name as John XXIII. Baldassare Cossa, who was Antipope John XXIII, served as a Cardinal of the reunited church before his death in 1419 and his remains are found in the Battistero di San Giovanni (Florence).

### Specific
1. ↑  The fourth pope Clement I
2. ↑  For the dates of death of Clement III and the election of Celestine III see Katrin Baaken: Zu Wahl, Weihe und Krönung Papst Cölestins III. Deutsches Archiv für Erforschung des Mittelalters Volume ۴۱ / ۱۹۸۵, pp. 203–211
3. 1 2  Paschal Robinson (1913). "Antipope" .  In Herbermann, Charles (ed.). Catholic Encyclopedia. New York: Robert Appleton Company.
4. 1 2  Paschal Robinson (1913). "Chronological Lists of Popes" .  In Herbermann, Charles (ed.). Catholic Encyclopedia. New York: Robert Appleton Company.
5. ↑  Paschal Robinson (1913). "Pope Martin IV" .  In Herbermann, Charles (ed.). Catholic Encyclopedia. New York: Robert Appleton Company.
6. ↑  Paschal Robinson (1913). "Popess Joan" .  In Herbermann, Charles (ed.). Catholic Encyclopedia. New York: Robert Appleton Company.

### General
- John N.D. Kelly, The Oxford Dictionary of Popes, Oxford University Press, 1986.
- AA.VV. , Enciclopedia dei Papi, Istituto dell'Enciclopedia italiana, 2000.
- Pontificia Amministrazione della Patriarcale Basilica di San Paolo, I Papi. Venti secoli di storia, Libreria Editrice Vaticana, 2002.